# Tarragona
|  | Per a altres significats, vegeu «Tarragona (desambiguació)». |

Tarragona és una ciutat del sud de Catalunya, capital de la comarca del Tarragonès i de la província de Tarragona. Amb una població de 141.018 habitants (2024), és la ciutat més poblada de la comarca del Tarragonès, de la regió del Camp de Tarragona i és la setena ciutat més poblada de Catalunya.
La seva ubicació a la riba de la Mediterrània a la Costa Daurada, amb platges d'aigües càlides, així com els seus centres d'esplai i tradició històrica i patrimoni artístic, la converteixen en un centre d'atracció turística important.
Fundada al segle iii aC amb el nom de Tàrraco, té un important port de mar i és el centre del Complex Petroquímic de Tarragona, un dels més importants del sud d'Europa. Els romans la feren capital de la província Tarraconense, motiu pel qual encara conserva notables restes arqueològiques d'aquesta època que han estat declarades Patrimoni de la Humanitat per la Unesco.

## Geografia
- Llista de topònims de Tarragona (Orografia: muntanyes, serres, collades, indrets..; hidrografia: rius, fonts...; edificis: cases, masies, esglésies, etc).

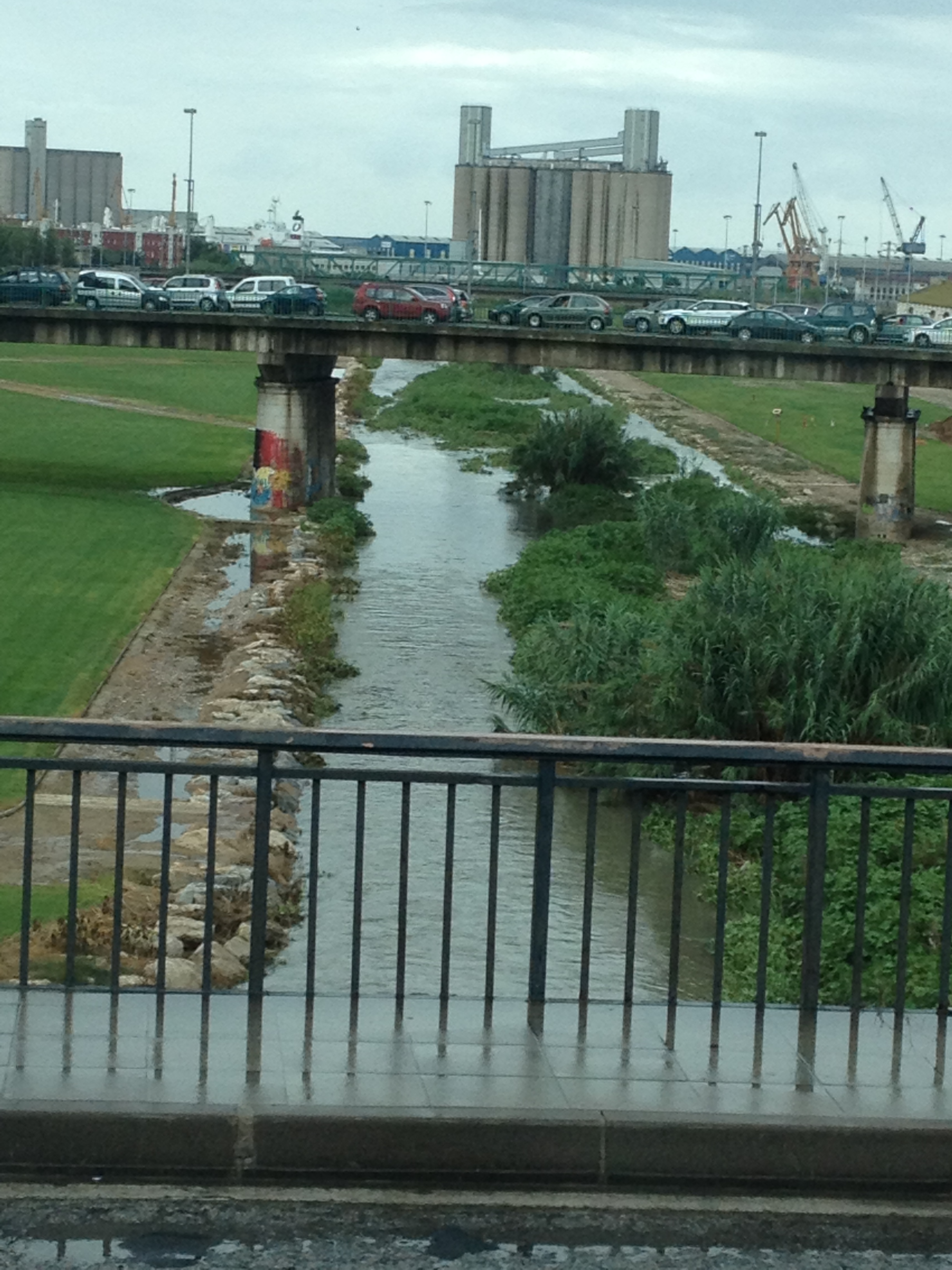
El riu Francolí al seu pas per Tarragona.

El municipi de Tarragona ocupa un total de 57,9 km². Tot i pertànyer completament a la plana del Camp de Tarragona, el terme tarragoní no és pas excessivament pla, sinó que mostra una forta dicotomia entre les dues parts en què queda dividit pel riu Francolí. El marge dret del riu és un territori gairebé pla i lleugerament ondulat que correspon a la depressió terciària del Camp de Tarragona, recoberta en bona part per materials quaternaris. La banda esquerra del riu, al contrari, presenta un relleu força irregular on s'alternen els turons, els pujols i les petites valls. Es tracta d'una alineació muntanyosa petita, on predominen els materials de l'era secundària, la qual pertany al mateix conjunt orogràfic del bloc del Gaià, situat a la zona nord-est del Camp de Tarragona.
En el moment de l'orogènia alpina, quan es van formar la serralada prelitoral i la depressió del Camp, aquesta alineació muntanyosa (que reapareix al cap de Salou) formava petites illes, mentre la depressió era ocupada pel mar terciari. Un cop enretirat aquest, l'alineació ha restat com un seguit de pujols i turons que dominen la plana. La seva alçada arriba a 177 m en el punt culminant. El terme de Tarragona té una longitud aproximada de 14 km de costa, la qual repeteix la dicotomia entre els sectors occidental i oriental, descrita anteriorment.

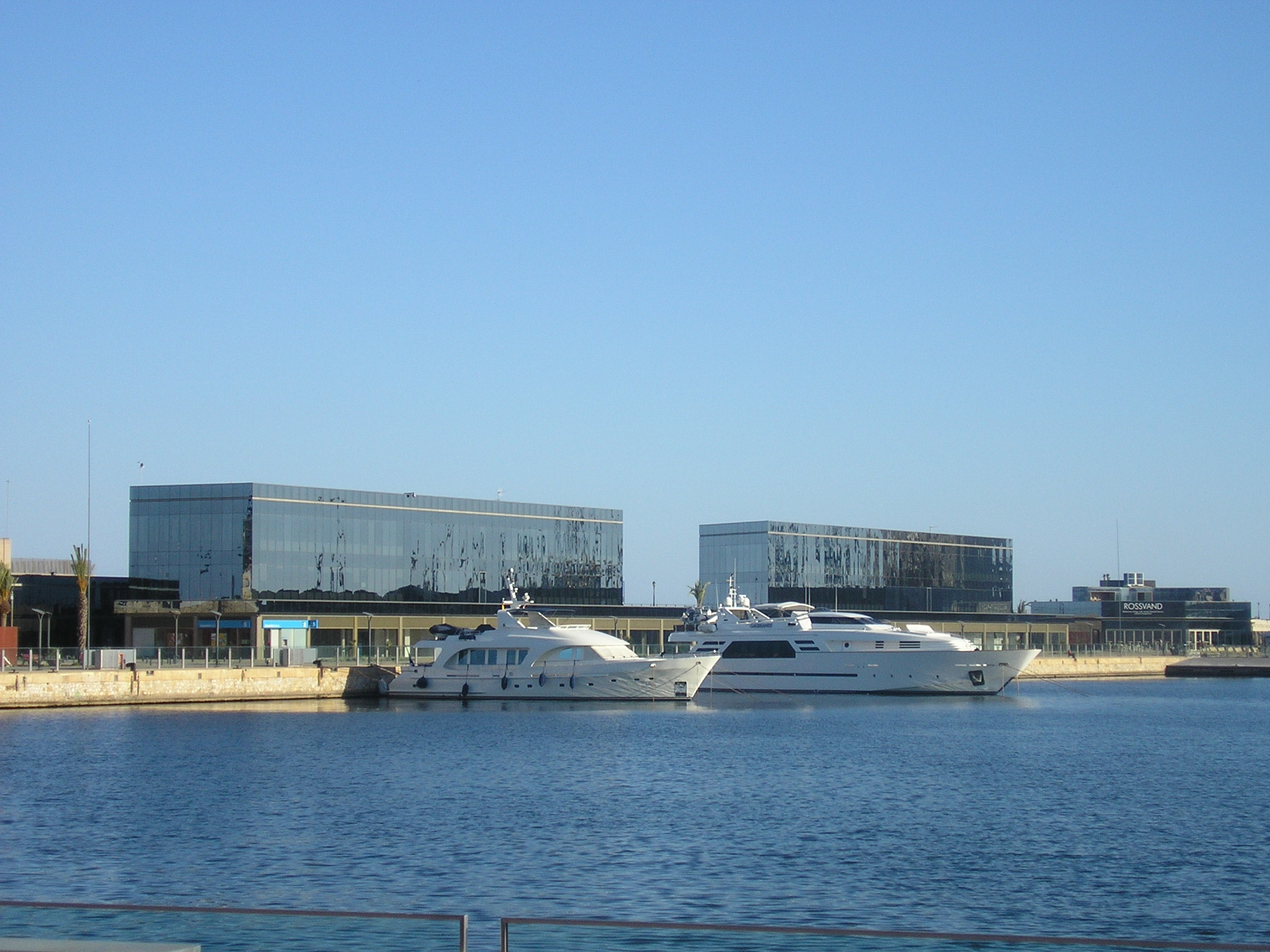
Vaixells a la Marina Port Tarraco.

A la dreta del Francolí s'estén una costa baixa que va des del nucli de Tarragona fins al cap de Salou, formant un petit golf limitat per aquest cap i pels espigons del port tarragoní. La platja d'aquest sector gairebé ha desaparegut a conseqüència de les ampliacions portuàries i de la instal·lació dels pantalans petroliers. A la banda esquerra del Francolí, la costa té una disposició molt irregular, amb alternança de petits sectors de costa alta, la qual coincideix amb els indrets on els turons arriben a la mar, i planes d'al·luvió, que corresponen a les valls que s'intercalen entre els pujols.

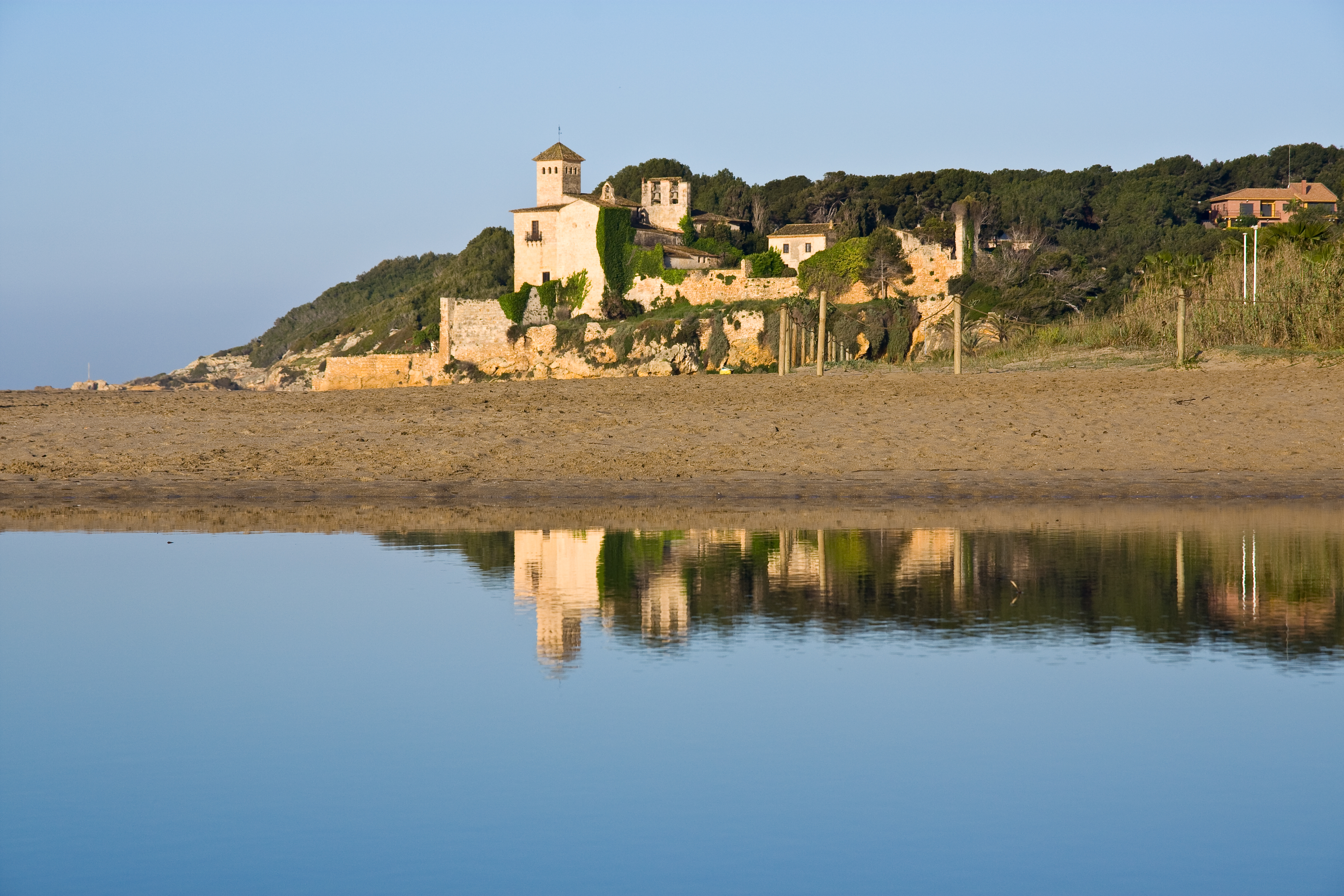
El castell de Tamarit a la desembocadura del riu Gaià.

Finalment, més enllà del turó de Tamarit s'ha format una petita plana litoral que correspon a la desembocadura del Gaià. L'espai que comprèn la ribera i llera del riu Gaià, entre la línia de ferrocarril fins al mar, està inclòs dins el Pla d'Espais d'Interès Natural (PEIN). El terreny del territori de la Canonja és quaternari, format per al·luvions provinents de la Conca de Barberà i l'Alt Camp dipositats pel Francolí, però els punts més alts, on hi ha el nucli de la població i l'anomenat Coll Blanc, són formats per terra argilosa i molt compacta, anomenada vulgarment tapassot. El terme ha estat sempre ric en mines i afavorit per la proximitat de rieres, la qual cosa en delimita la configuració bàsica de les terres, majoritàriament de regadiu a la banda de ponent i de secà i garriga a llevant. La vegetació autòctona es compon de màquia de llentiscle i margalló, i el pi blanc és la base de l'escàs bosc que encara hi resta. La major part del territori de Tamarit presenta una estructura semblant a la de la zona llevantina del terme tarragoní, ja que la configuració montuosa iniciada al tossal de Tarragona arriba a la mateixa riba dreta del Gaià. La part del terme situada entre els turons de Costagrossa (100 m) i de Sant Joan (87 m) i la ratlla amb el terme d'Altafulla, és l'horta de Ferran i Tamarit, constituïda per la sedimentació dels materials aportats pel Gaià.

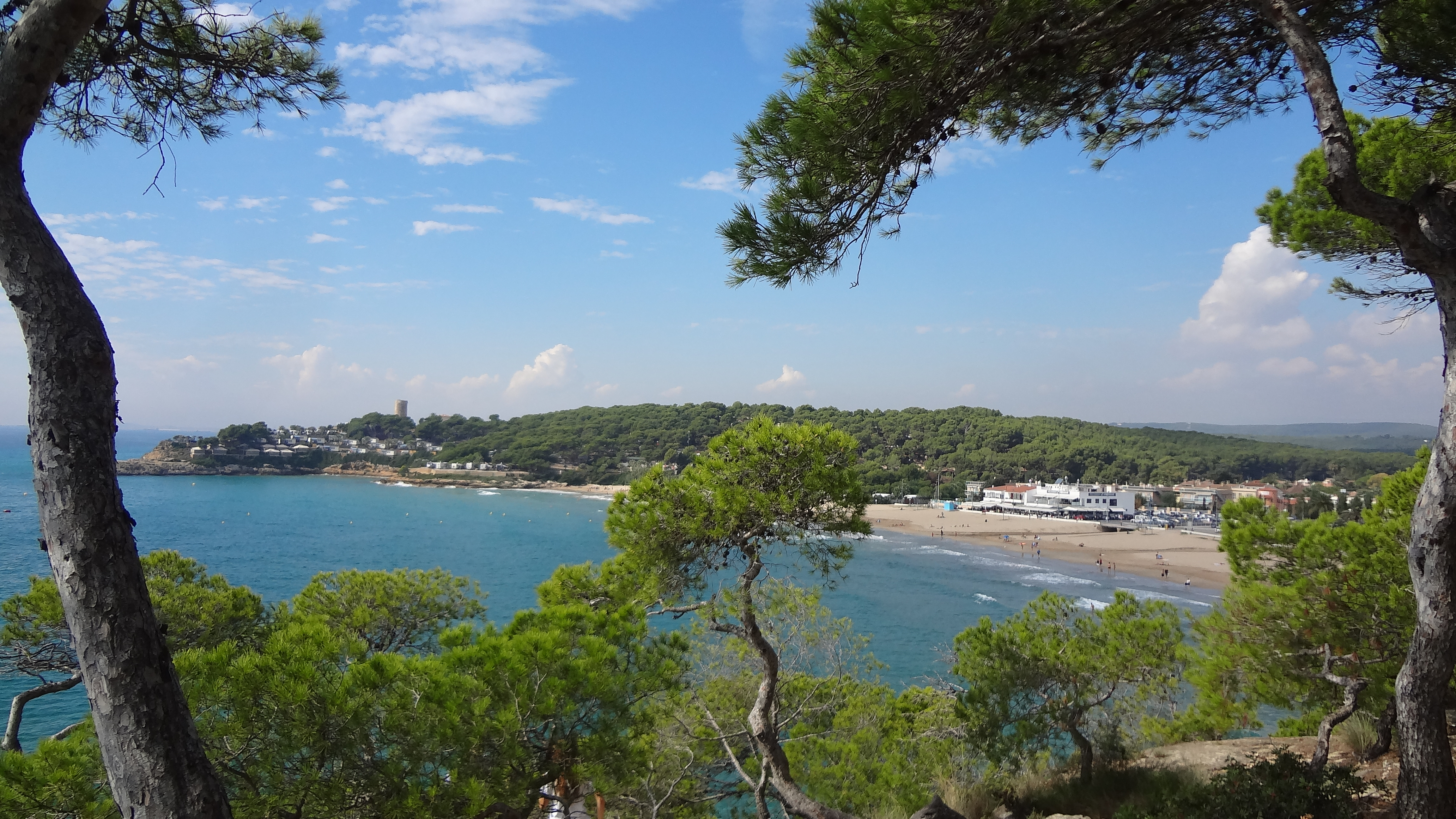
La platja de la Mora.

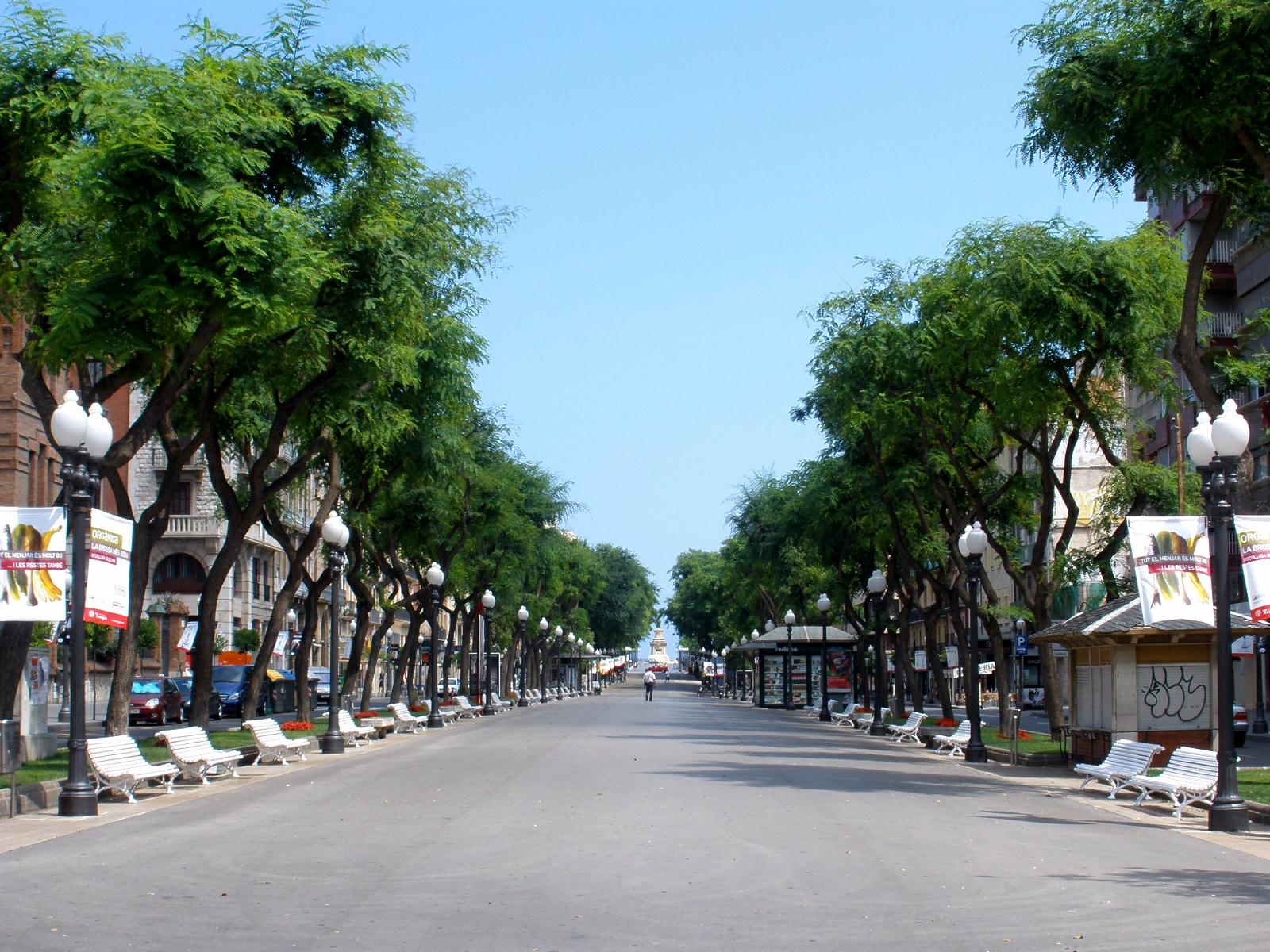
La Rambla Nova de Tarragona.

El litoral de Tamarit és una suma de platges i fronts rocosos; se'n destaquen les puntes de la Creueta i de la Mora, la cala del mateix nom, la platja de Tamarit i el penyal de la Roca de Gaià. L'espai de Tamarit-Punta de la Móra comprèn un tram de costa rocosa, amb un important valor biològic Al terme de Tarragona, immediatament a ponent de la ciutat, hi desemboca el riu Francolí, el qual en aquest tram final del seu recorregut porta un cabal molt escàs, que arriba a ser nul durant l'estiu. Això no obstant, com tots els rius mediterranis, té en determinades ocasions grans avingudes, algunes de les quals han produït estralls als conreus situats prop del riu i fins i tot al barri tarragoní del Serrallo. A l'extrem nord del terme, a la zona pertanyent a Tamarit de Mar, hi desemboca el Gaià, que apareix gairebé sec tot l'any a conseqüència de la construcció fa uns anys del pantà de Gaià. El terme és solcat també per diversos torrents, que només porten aigua en èpoques de pluges intenses i persistents. Les aigües subterrànies havien estat força abundants històricament a la riba dreta del Francolí, fet que permetia l'existència d'un sector d'horta, l'anomenada Horta de Tarragona. La sobreexplotació dels aqüífers ha fet baixar molt el nivell freàtic i, en conseqüència, s'ha produït la salinització de molts pous i la no potabilitat de l'aigua.
El terme municipal, el més extens i poblat de la comarca, limita al nord amb Constantí, els Pallaresos, el Catllar i la Riera de Gaià, a l'est amb Altafulla, al sud amb el Mediterrani i a l'oest amb Vila-seca, La Canonja i Reus.
| Constantí         | Els Pallaresos i El Catllar | La Riera de Gaià |
| La Canonja i Reus | Rosa dels vents             | Altafulla        |
| Vila-seca         | Mar Mediterrani             | Mar Mediterrani  |

### Clima

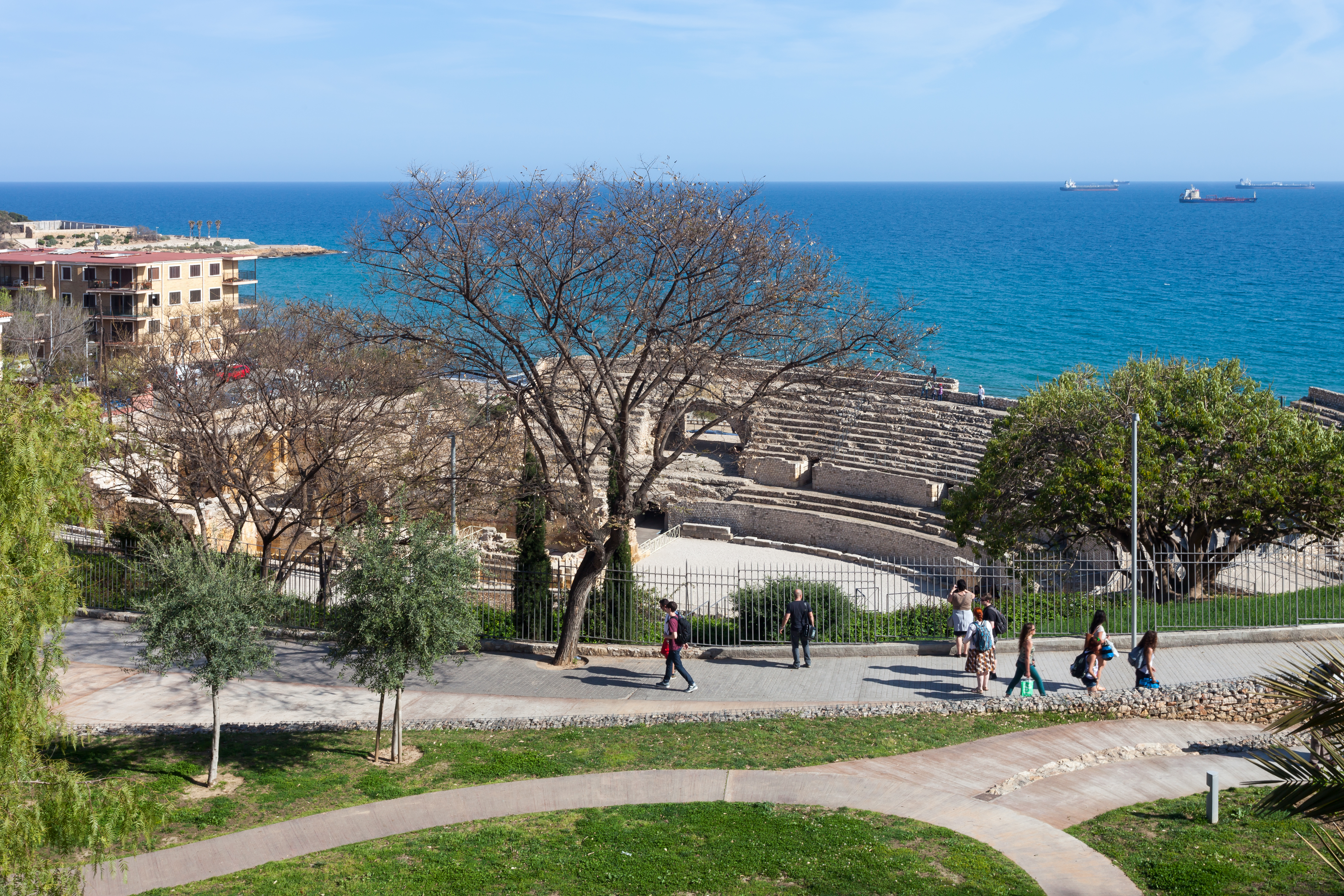
El clima de Tarragona és molt suau, amb una temperatura mitjana anual a la ciutat de 16.1 °C. A la foto, l'amfiteatre romà de la ciutat davant la costa del Mediterrani.

Tarragona gaudeix d'un clima mediterrani típic, de tipus Csa segons la classificació de Köppen. La temperatura mitjana anual supera lleugerament els 16 °C i la precipitació amb prou feines arriba als 500 mm. Els hiverns són suaus i els estius, calorosos. Les precipitacions són irregulars, tant dins d'un mateix any com entre diferents anys, si bé s'observa un patró segons el qual l'estació més seca sol ser l'estiu, seguit de l'hivern; i durant la primavera i la tardor se solen registrar la majoria de les precipitacions, especialment en aquest última. La possibilitat de precipitació s'estén durant tot l'any i freqüentment arriba a intensitat elevada o molt elevada, tot i que l'episodi plujós sol durar poc. El caràcter tempestuós de les precipitacions sol ser més alt a l'estiu, seguit de tardor, primavera i hivern, mentre que la precipitació tipus xàfec és més habitual en ordre invers al exposat. La neu no és molt rara, però no sol caure amb suficient intensitat o durada com per cobrir el sòl, la qual cosa la converteix en un fenomen subjectivament percebut com molt més infreqüent del que en realitat és. Els registres de precipitació, disponibles des de finals del segle xviii encara que amb discontinuïtats freqüents i de vegades perllongades, indiquen uns valors extrems compresos entre els 300 i els 700 mm. anuals. La mitjana de dies amb precipitació és de 51 a l'any.
Les temperatures presenten una pauta molt més regular i previsible. Les gelades són infreqüents i alguns anys no arriben a registrar-se. Les temperatures màximes en els dies més calorosos de l'any no acostumen a superar massa els 30 °C. Valors inferiors als 3 °C són rars i de molt breu durada. Els valors extrems registrats són: -7,8 °C (1985) i 38 °C (2010). El vent dominant és el Mestral (NO), sec i fred si és de component marcat del nord i més suau, fins i tot gairebé càlid, a mesura que rola a component oest. A l'estiu, sol predominar un règim de brises.
| Dades climàtiques a Tarragona                | Dades climàtiques a Tarragona | Dades climàtiques a Tarragona | Dades climàtiques a Tarragona | Dades climàtiques a Tarragona | Dades climàtiques a Tarragona | Dades climàtiques a Tarragona | Dades climàtiques a Tarragona | Dades climàtiques a Tarragona | Dades climàtiques a Tarragona | Dades climàtiques a Tarragona | Dades climàtiques a Tarragona | Dades climàtiques a Tarragona | Dades climàtiques a Tarragona |
| Mes                                          | gen                           | febr                          | març                          | abr                           | maig                          | juny                          | jul                           | ag                            | set                           | oct                           | nov                           | des                           | anual                         |
| -------------------------------------------- | ----------------------------- | ----------------------------- | ----------------------------- | ----------------------------- | ----------------------------- | ----------------------------- | ----------------------------- | ----------------------------- | ----------------------------- | ----------------------------- | ----------------------------- | ----------------------------- | ----------------------------- |
| Màxima rècord °C (°F)                        | 24.2 (75.6)                   | 25.0 (77)                     | 27.7 (81.9)                   | 30.2 (86.4)                   | 32.8 (91)                     | 36.8 (98.2)                   | 37.4 (99.3)                   | 38.0 (100.4)                  | 33.8 (92.8)                   | 32.5 (90.5)                   | 28.8 (83.8)                   | 22.6 (72.7)                   | 38.0 (100.4)                  |
| Màxima mitjana °C (°F)                       | 14.1 (57.4)                   | 14.9 (58.8)                   | 17.1 (62.8)                   | 19.0 (66.2)                   | 22.2 (72)                     | 26.3 (79.3)                   | 29.3 (84.7)                   | 29.4 (84.9)                   | 26.3 (79.3)                   | 22.3 (72.1)                   | 17.5 (63.5)                   | 14.6 (58.3)                   | 21.1 (70)                     |
| Mitjana diària °C (°F)                       | 9.0 (48.2)                    | 9.7 (49.5)                    | 11.9 (53.4)                   | 13.8 (56.8)                   | 17.2 (63)                     | 21.2 (70.2)                   | 24.2 (75.6)                   | 24.6 (76.3)                   | 21.5 (70.7)                   | 17.5 (63.5)                   | 12.6 (54.7)                   | 9.7 (49.5)                    | 16.1 (61)                     |
| Mínima mitjana °C (°F)                       | 3.9 (39)                      | 4.5 (40.1)                    | 6.6 (43.9)                    | 8.6 (47.5)                    | 12.1 (53.8)                   | 16.1 (61)                     | 19.1 (66.4)                   | 19.7 (67.5)                   | 16.6 (61.9)                   | 12.7 (54.9)                   | 7.6 (45.7)                    | 4.7 (40.5)                    | 11.1 (52)                     |
| Mínima rècord °C (°F)                        | −7.8 (18)                     | −8.0 (17.6)                   | −5.4 (22.3)                   | 1.0 (33.8)                    | 3.6 (38.5)                    | 7.4 (45.3)                    | 10.5 (50.9)                   | 10.8 (51.4)                   | 5.5 (41.9)                    | 0.2 (32.4)                    | −4.0 (24.8)                   | −7.5 (18.5)                   | −8.0 (17.6)                   |
| Precipitació mitjana mm (polzades)           | 29 (1.14)                     | 28 (1.1)                      | 28 (1.1)                      | 37 (1.46)                     | 54 (2.13)                     | 25 (0.98)                     | 15 (0.59)                     | 42 (1.65)                     | 77 (3.03)                     | 75 (2.95)                     | 53 (2.09)                     | 36 (1.42)                     | 500 (19.69)                   |
| Mitjana de dies de pluja                     | 4.0                           | 3.5                           | 3.8                           | 5.0                           | 5.4                           | 3.1                           | 2.0                           | 3.6                           | 5.1                           | 6.0                           | 4.4                           | 4.1                           | 49.8                          |
| Mitjana de dies de neu                       | 0.2                           | 0.1                           | 0.1                           | 0                             | 0                             | 0                             | 0                             | 0                             | 0                             | 0                             | 0                             | 0                             | 0.4                           |
| Mitjana de dies de gelada                    | 5.7                           | 2.9                           | 0.8                           | 0                             | 0                             | 0                             | 0                             | 0                             | 0                             | 0                             | 1.3                           | 3.6                           | 12.5                          |
| Humitat relativa mitjana (%)                 | 70                            | 68                            | 67                            | 66                            | 66                            | 63                            | 63                            | 66                            | 70                            | 73                            | 72                            | 72                            | 68                            |
| Mitjana mensual d'hores de sol               | 157                           | 162                           | 197                           | 222                           | 251                           | 274                           | 306                           | 265                           | 209                           | 182                           | 157                           | 145                           | 2.527                         |
| Font #1: aemet.es                            |                               |                               |                               |                               |                               |                               |                               |                               |                               |                               |                               |                               |                               |
| Font #2: amet.es (valors extrems, 1920–2016) |                               |                               |                               |                               |                               |                               |                               |                               |                               |                               |                               |                               |                               |

## Barris i zones urbanes de Tarragona
Article principal: Districtes de Tarragona
La població de Tarragona està xifrada en 138.262 habitants (2023).
El terme municipal consisteix en el tradicional de la ciutat, més el de l'antic municipi de Tamarit de Mar (Tamarit, Ferran i Monnars), agregat el 1956. Entre 1964 i 2010 incloïa també l'actual municipi de la Canonja.
El terme municipal de Tarragona està compost per 15 entitats de població, que s'anomenen a continuació:
| Entitat de població         | Habitants (2024) |
| Ciutat de Tarragona         | 68.854           |
| Torreforta                  | 23.216           |
| Sant Pere i Sant Pau        | 16.356           |
| Bonavista                   | 9.589            |
| Sant Salvador               | 7.693            |
| l'Arrabassada i la Savinosa | 4.462            |
| els Montgons                | 2.681            |
| Monnars                     | 2.056            |
| Tamarit                     | 1.991            |
| la Campsa                   | 1.686            |
| els Boscos de Tarragona     | 1.202            |
| Cala Romana                 | 909              |
| Ferran                      | 164              |
| l'Oliva                     | 106              |
| les Pinedes                 | 53               |
| Font: Idescat               |                  |

Algunes de les entitats de població esmentades mostren certes peculiaritats:
- La Campsa. Inclou els nuclis d'Icomar (589) i Riu Clar (967). La resta d'habitants de l'entitat (96) configuren un disseminat.
- Ferran. Inclou el nucli d'Escorpí (90) i el de Ferran (65). La resta d'habitants (2) formen un disseminat.
- Monnars. Aquesta entitat de població està formada pels nuclis de Monnars (112), Bonsol (57), Colls Majors (69), Entrepins (155), Florimar (20), Llevantina (136), els Pinars (263), Residencial Monnars (709), Sant Marc (0) i Solimar (315). 78 habitants viuen en un disseminat.
- Els Montgons. Inclou els nuclis de la Floresta (1.149), Parc Riu Clar (568) i els Montgons (782). A més, un disseminat de 53 habitants.
- Torreforta. L'entitat inclou els nuclis de Campclar (9.349), la Granja (3.521), Torreforta (9.155), Verge del Pilar (498), Zona de l'Eixample (517) i un disseminat de 0 habitants.
- Tarragona. Inclou un disseminat de 366 habitants del Serrallo. El nucli de Tarragona consta de 67.110 habitants.
- Tamarit. Inclou la Mora (1.228) i Tamarit (572).
- Sant Salvador. Inclou Sant Salvador (5.025) i Sant Ramon (2.124).
- Sant Pere i Sant Pau. Inclou els nuclis de Mas del Frare (12), el Miracle (17), el Mas Corsini (0), Sant Pere Sescelades (130), Pedrol (100), el Rodolat (324), Sant Pere i Sant Pau (12.480), els Quatre Garrofers (2.286) i Zona Educacional (742), a més d'un disseminat de 111 habitants.
- L'Arrabassada i la Savinosa. Inclou els nuclis de l'Arrabassada i la Savinosa (900), Coves del Llorito (76), la Vall de l'Arrabassada (3.229), Mas d'en Morató (41), Vileta de Mar (78), a més d'un disseminat de 18 habitants.

## Història
Article principal: Història de Tarragona

### Època antiga
Les primeres notícies d'habitació a la zona de Tarragona són del segle iii aC, quan hi havia una població ibera, de nom Kesse, que donà nom als cossetans, tribu que habitava el Camp de Tarragona. La localització concreta de Kesse és una qüestió polèmica, ja que hi ha investigadors que consideren que es trobaria propera al port i d'altres que la situen a la part alta. També hi ha experts que identifiquen Kesse amb altres poblacions del Camp de Tarragona, com Valls.
Tàrraco romanaDesprés de la conquesta romana, Kesse fou engrandida i fortificada per Publi Corneli Escipió que la van convertir en base contra els cartaginesos. Se li donà el nom de Tàrraco (en llatí Tarraco) i va esdevenir més tard capital de la província Tarraconense. Fou colònia romana i cap de convent jurídic.

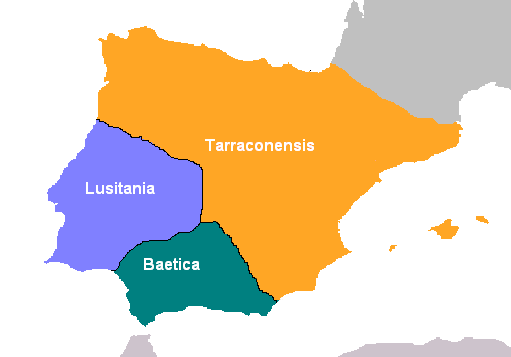
Tarraconensis

August hi va passar l'hivern durant la campanya de Cantàbria (27 aC), moment en què la ciutat es va engrandir i va rebre el títol de Colonia Urbs Triumphalis Tarraconensis.
Les restes de l'amfiteatre, el circ, les muralles i altres edificis romans es conserven encara, però molt material es va reutilitzar després per la construcció de la ciutat medieval.
Prop de la ciutat hi havia l'aqüeducte de Tàrraco, avui de les Ferreres, anomenat popularment Pont del Diable. Al nord-oest hi ha l'anomenada Torre dels Escipions, un sepulcre on no consta que hi fos enterrat cap Escipió. A uns 20 km al nord de la ciutat, prop de Roda de Berà, hi ha l'anomenat arc de Berà, que marcava l'arribada a Tàrraco per la Via Augusta.
El Conjunt arqueològic de Tàrraco amb catorze monuments de l'època romana fou declarat Patrimoni de la Humanitat per la UNESCO l'any 2000.

### Tàrraco visigoda
Després de la caiguda de l'Imperi romà, arribaren els pobles germànics. El rei visigot Euric va saquejar i destruir la ciutat el 480. Així, la majestuosa capital romana esdevindria en poc temps una simple ciutat gairebé despoblada al sud de la nova capital, Barcelona.
A poc a poc, la població es recuperà fins a ser una de les metròpolis més importants d'Hispània, però no es va arribar als nivells de l'època romana. Hi fou important la comunitat cristiana, encapçalada per l'Arquebisbe de Tàrraco. El 711 tenia una seca que encunyava moneda per Àkhila II.

### Tarraquna, entre l'islam i el cristianisme
Els invasors àrabs i berbers s'empararen de Tarragona en una data compresa entre el 714 i el 718. Tradicionalment hom creia que la ciutat va ser expugnada violentament i profundament saquejada. Aquesta creença vindria confirmada per la fugida del bisbe Pròsper de Tarragona. Tanmateix no hi ha cap testimoni arqueològic que avali aquesta creença, amb la qual cosa s'admet que, hipotèticament, la conquesta va ser pacífica o escassament violenta. Allò que és clar és que Tarragona (Tarraquna a les fonts musulmanes) amb la seu episcopal vacant i situada en una posició massa extrema dins l'Àndalus, va perdre rellevància com centre urbà. Aquest fet indubtable ha donat lloc a un altre tòpic historiogràfic, el de la ciutat abandonada, fantasmal, immens camp de runes colossals però buida. En cap cas aquest clixé s'adapta a la realitat. La ciutat difícilment va restar mai buida de manera permanent, i és clar que el seu domini va ser objecte de disputa entre moriscs i cristians. Sota Carlemany, Tarragona va ser incorporada segurament de manera efímera, dins l'anomenada Marca Hispànica. La disponibilitat d'una seu episcopal vacant amb dret a la primacia de les Hispaniae, era un estímul per al príncep cristià veí més poderós: el comte de Barcelona, que d'aquesta manera podia reforçar la seva independència envers el rei de França atès que, eclesiàsticament, depenia del bisbat de Narbona. El poder andalusí, de totes maneres, va frustrar diverses vegades la restauració de l'episcopi tarragoní i, per tant, la seva definitiva incorporació a l'òrbita cristiana. El primer intent conegut va ser el 960, sota el comte Borrell II de Barcelona. Durant el segle xi es coneixen diversos intents d'incorporar la ciutat al domini del comte de Barcelona, però la mateixa reiteració dels intents demostra que aquesta apropiació i domini eren, com a màxim, precaris. El 1116, el comte Ramon Berenguer III s'emparà de Tarragona. Aquest cop ja de manera definitiva restaria sota domini cristià, dins l'òrbita feudal del Comtat de Barcelona.

### Baixa Edat Mitjana: Tarragona feudal

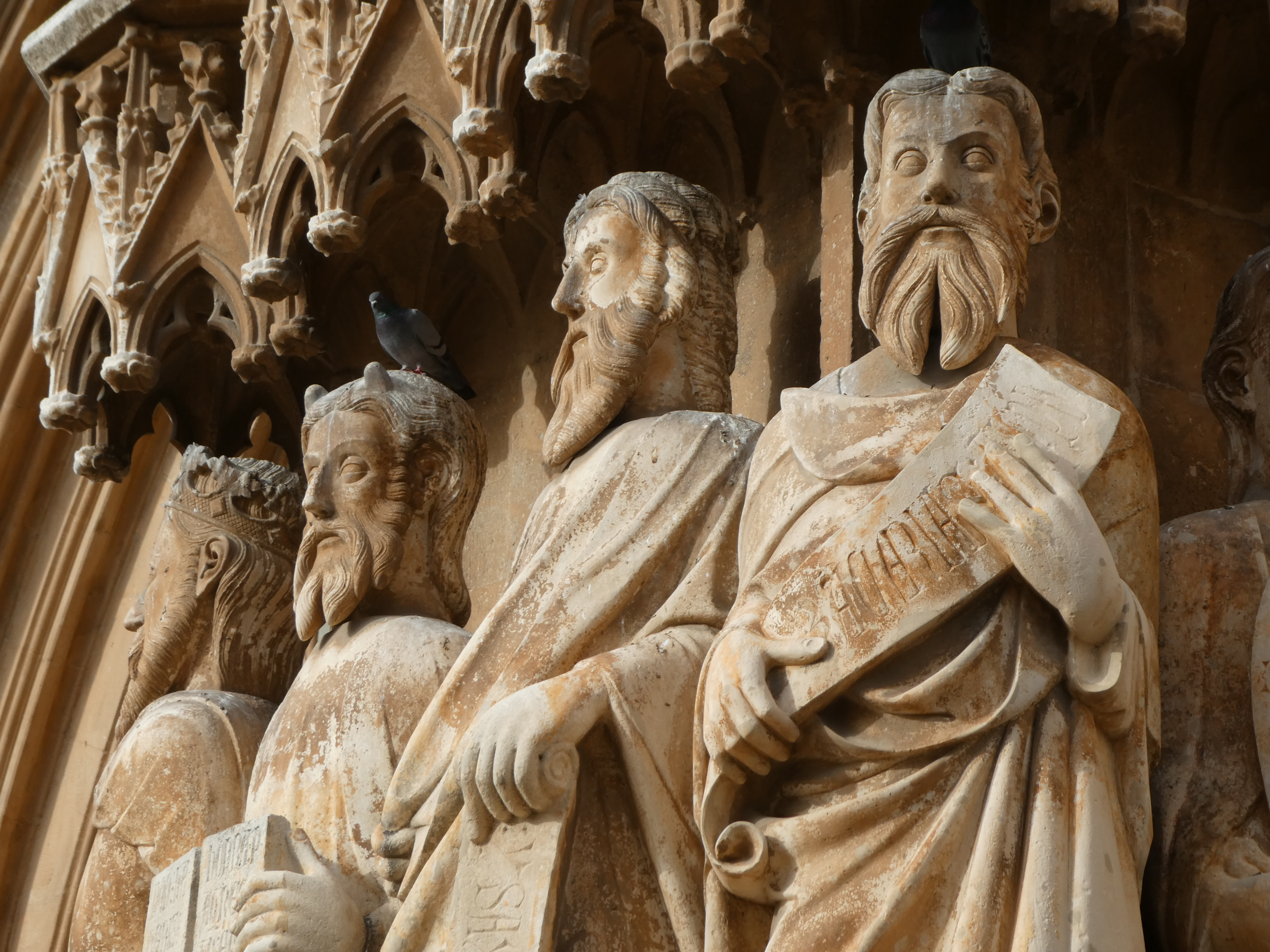
Escultures gòtiques de profetes a la porta principal de la catedral.

L'any 1116 es produí la conquesta cristiana de Tarragona per part de les tropes de Ramon Berenguer III. La seguretat, aconseguida després de la caiguda de les fortaleses andalusines de Tortosa (1148), Lleida (1149) i Siurana (1154), permeté una important expansió econòmica, acompanyada d'un notable creixement demogràfic, aconseguit en part per la naturalització de pobladors provinents, majoritàriament, de la Catalunya Central.
De seguida es produïren lluites per dominar la zona entre l'Arquebisbe de Tarragona i el Príncep de Tarragona Robert d'Aguiló. Després d'uns anys de conspiracions i assassinats, els Aguiló foren expulsats.
A principis del segle xiii, s'urbanitza la gran plaça del Fòrum romà, i la ciutat continua creixent, esdevenint un important centre de poder a Catalunya. Ràpidament, sorgeixen els primers barris extramurs: El Corral (antic circ romà), dedicat al comerç; la Vilanova, que s'estenia fins al port i era ple de molins, horts i cultius, i l'Horta, que arribava fins al riu Francolí. Era una zona amb cases aïllades amb camps de conreu.
El 1321 arriba la relíquia del braç de Santa Tecla, patrona de la ciutat. La tradició en honor de la Santa arribarà fins avui en dia, essent les Festes de Santa Tecla la seva màxima expressió.
El maig de 1348 arribaria la Pesta Negra i el consegüent replegament de població cap a l'interior de les muralles. A principis de segle xv, la ciutat es recuperà de la Pesta fins que, durant la Guerra civil catalana, les tropes reials l'assetjaren i la ciutat quedà molt afectada.

### Època moderna

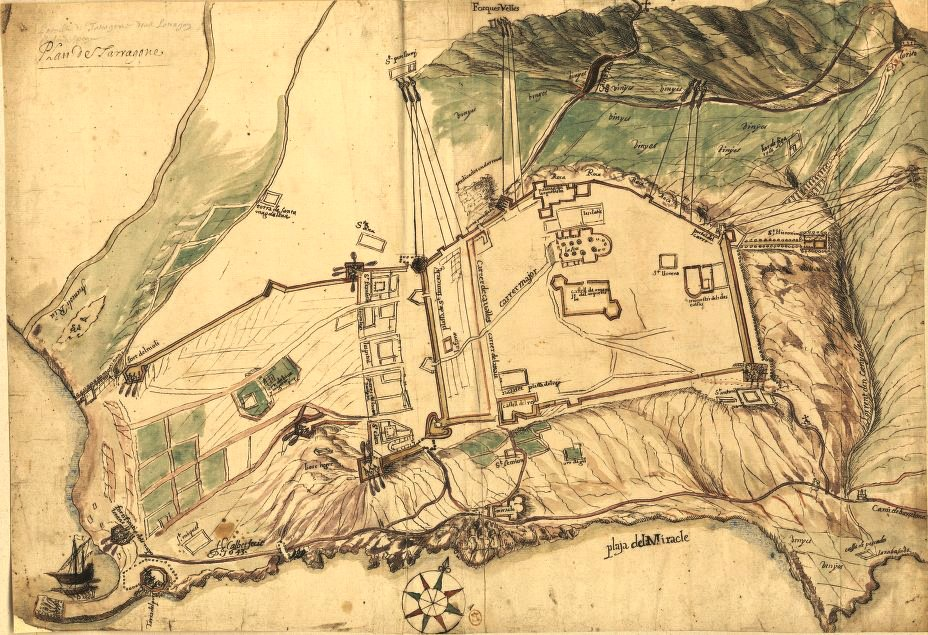
Plànol de Tarragona al voltant de 1643

Al llarg dels segles xvi - xvii, la ciutat representà un centre important de poder al sud de Catalunya. En general, el segle xvi va ser una etapa de relativa prosperitat i creixement, sota l'amenaça dels atacs marítims pels otomans i els seus aliats nord-africans, fet que explica la realització d'importants obres de defensa.
Foren importants les escaramusses entre tropes reials i franco-catalanes durant la Guerra dels Segadors: com el Setge de Tarragona (1641), les batalles navals de 1641 (primera i segona) i el Setge de Tarragona (1644). El 1645 la ciutat aixecà la coronela de Tarragona, que estigué en actiu fins a la seva dissolució en 1666.
Josep de Nebot i Font prengué Tarragona el setembre de 1705. Des de 1708, l'exèrcit anglès va fer de Tarragona la seva principal plaça forta, amb la qual va establir connexió permanent amb l'illa de Menorca. Així, va impulsar un procés de fortificació que va actualitzar bona part de les defenses tarragonines, a més de reformar-ne el port. Després de la signatura del Tractat d'Utrecht la ciutat es lliurà a les forces borbòniques de Felipe Manuel de Bette, el marquès de Lede, el 14 de juliol de 1713 pacíficament i sense resistència, ja que les tropes imperials havien rebut l'ordre d'evacuar la ciutat, però l'expedició austriacista de socors comandada per Rafael Nebot fou derrotada al combat de Torredembarra. El marquès de Lede, sota les ordres del duc de Pòpuli, i en última instància per instigació del mateix Felip V d'Espanya, va dur a terme una política de represàlia dels presoners de guerra catalans, que alhora va servir de propaganda per al poder borbònic.
Les noves institucions de govern sorgides de la Nova Planta varen significar una ruptura amb el sistema anterior, més proper a la societat real. La Nova Planta afectà molt negativament el creixement econòmic, especialment per culpa de les restriccions al comerç portuari. Aquesta circumstància, que va afavorir el comerç al Port de Salou, era percebuda com a molt negativa per la societat civil local, la qual va pressionar diverses vegades per a l'aixecament de les restriccions comercials del port, que es considerava amb raó, l'element clau per a la prosperitat econòmica de la ciutat. Finalment, el 1769 (comprovar?), es va permetre l'obertura al comerç internacional. La manca d'instal·lacions portuàries, pel deteriorament i la insuficiència de les existents, explica l'esforç en construir un port nou. Després d'anys de negociacions i d'estudis de viabilitat, finalment es varen iniciar les obres d'un nou port (1790), encomanades a Juan Ruíz de Apodaca.

### Època contemporània

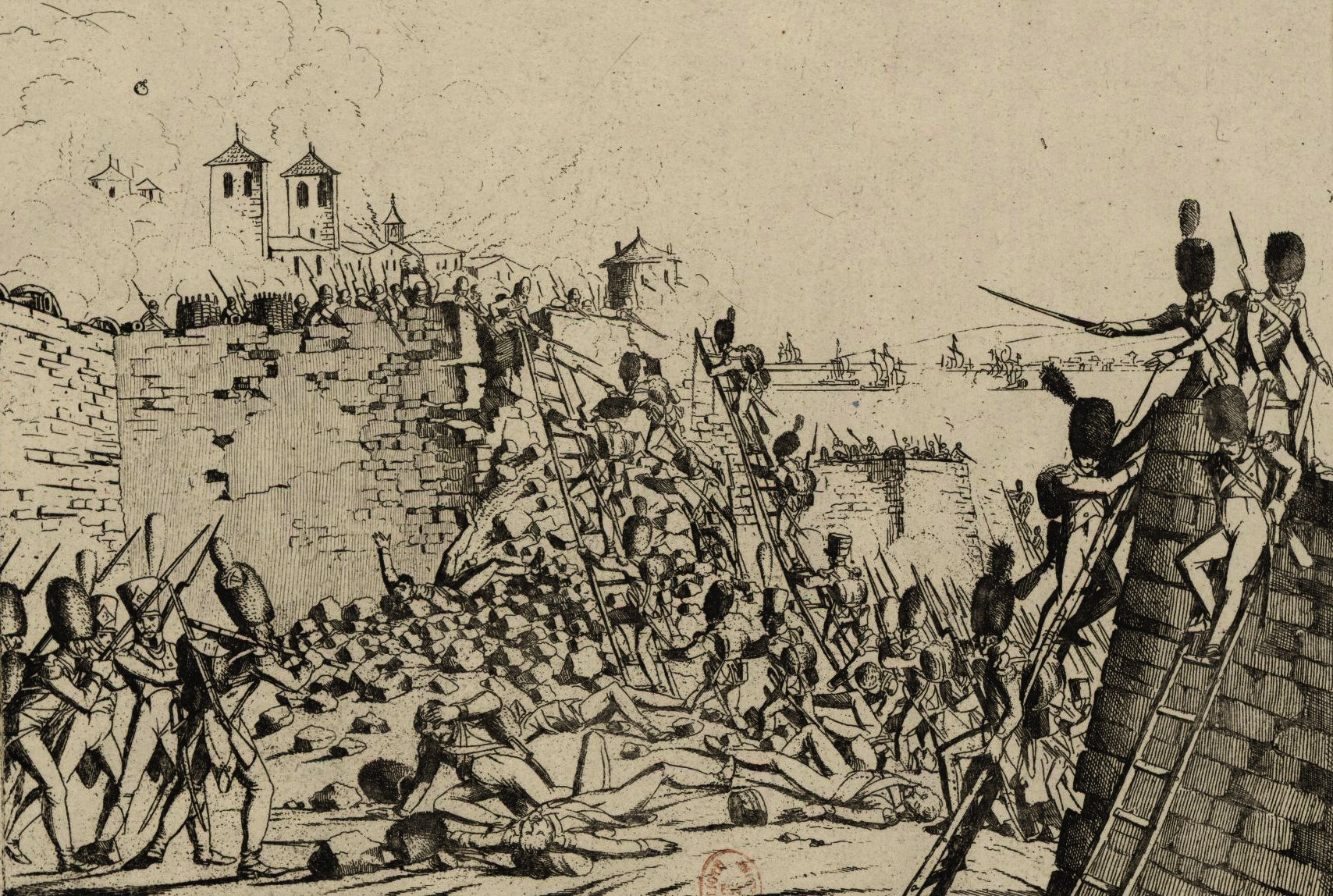
Il·lustració de l'assalt de Tarragona per les tropes de Napoleó

La ciutat es va veure molt afectada per la Guerra del Francès (1808-14). Inicialment se'n beneficià, donat que acollí la seu de la Junta de Catalunya i rebé un considerable flux de refugiats, elements tots plegats que estimularen l'activitat ciutadana. Però el maig-juny de 1811 la ciutat va ser víctima de l'atac francès Setge de Tarragona que culminà amb la seva presa a l'assalt i un sagnant saqueig de tres dies. Sota domini francès, patí un altre setge, molt menys mortífer que el primer i finalment, en ser abandonada pels ocupants (19 d'agost de 1813), va ser parcialment volada, perdent-se per sempre diverses construccions monumentals, com el Castell del Patriarca.
La recuperació posterior va ser relativament ràpida, gràcies a una política hàbil de les elits dirigents tarragonines que van gestionar diferents beneficis que li permetessin la reconstrucció i la solvència econòmica futura: reducció de la pressió fiscal (exempció total de contribucions fins a 1826), represa de les obres de construcció del Port modern i l'obtenció de la capitalitat provincial. Al llarg del segle, Tarragona va viure un important procés de creixement demogràfic, canvi econòmic i transformació urbana. L'element essencial d'aquests canvis va ser l'activitat portuària, lligada especialment a l'exportació de vi. El desenvolupament industrial pròpiament dit va ser menor que en altres ciutats catalanes de l'època, però ben present.
El nou barri de la Marina o del Port, conegut com la part Baixa, sorgeix a partir de la duana vinculada al port de Tarragona, amb els primers carrers Apodaca, Reial i Smith on s'ubiquen tallers, magatzems i activitats comercials relacionats amb el port i el ferrocarril, va concentrant la major part de les transformacions fins que el 1856 s'aconseguí finalment d'enderrocar la Muralla de Sant Joan i se'n va aprofitar l'espai per bastir un gran eix viari (Rambla Nova, que permeté finalment la unió entre Part Alta i Marina, per primer cop des de l'època romana, amb l'Eixample de Tarragona. La Segona República Espanyola i la Guerra civil espanyola marcaren una època força convulsa per Tarragona, sent bombardejada el 5 de novembre de 1938 per l'aviació del bàndol nacional. Durant la postguerra, es va acollir una gran quantitat d'emigrants procedents d'Aragó i Andalusia, d'entre altres regions.

### Tarragona actual
La capital ha anat creixent a mesura que han anat passant els anys, sense perdre la històrica rivalitat amb la ciutat de Reus, i això ha fet que s'hagin destinat grans quantitats de diners pel Port de Tarragona, un dels més importants del Mediterrani occidental, actualment un pol d'atracció del tarragonins. La creixent modernització de la ciutat, juntament amb l'evolució demogràfica que ha patit Catalunya en els últims anys, han fet que la ciutat disposi d'importants vies de comunicació amb l'exterior, com el Port, l'Estació de Tren (molt a prop del Barri del Serrallo), el Corredor del Mediterrani, la proximitat amb l'Aeroport de Reus i les carreteres que porten a València i a Barcelona.
A més, i en part gràcies als propers pols turístics de Salou, Cambrils, La Pineda (Vila-seca), Tamarit, Altafulla, PortAventura i als futurs BCN World i FerrariLand, i al fet de tenir importants vestigis culturals i històrics, es calcula que la ciutat rep, en les èpoques de temporada alta, més de 2 milions de visitants.
Actualment, la ciutat disposa del Diari de Tarragona, i de diverses emissions de televisió i ràdio.
El 2018 la ciutat va acollir els XVIII Jocs Mediterranis, un any més tard del previst, per culpa de la desorganització i el manca de finances, derivada del retard en la formació del govern de l'Estat que han fet impossible acabar les infraestructures necessàries a temps. L'èxit de l'esdeveniment va ser mitigat.

## Demografia
Tarragona ha patit grans etapes de població al llarg dels seus més de dos mil anys d'història. La Kesse preromana es va convertir en una important capital provincial dins de l'Imperi i en centre de poder considerable. Amb la invasió visigoda la ciutat s'anà despoblant per l'efecte de l'emigració al camp, indret més segur en els períodes d'inestabilitat política del regne visigot. Durant el període d'Al-Àndalus la ciutat restà despoblada fins a la seva conquesta als sarraïns gràcies a Robert d'Aguiló, que en recompensa fou nomenat Príncep de la ciutat de per vida. El mateix Robert s'encarregà de la repoblació de la zona, que posteriorment es veieren reforçades per la tasca dels arquebisbes. Durant el període cristià s'anà expandint, però la seva població minvà repetidament en alguns períodes concrets a causa de la seva importància tant estratègica com política, que la feren un objectiu a conquerir en diversos conflictes bèl·lics que transcorregueren a la zona. No fou fins passada la Guerra del Francès, quan en recompensa per les pèrdues sofertes en el setge del 1811 es donà a Tarragona la capitalitat de la província de Tarragona i des de llavors la població de la ciutat ha seguit una dinàmica de creixement sostinguda (amb l'excepció de la pèrdua d'habitants arran de la independència de La Canonja), en part gràcies a la instal·lació durant mitjans del segle xx de les indústries químiques als voltants de la ciutat.
L'Ajuntament de Tarragona inicià la publicació de dades obertes del seu cens municipal recollides a partir de l'any 2000. Segons el padró municipal de la ciutat l'any 2023 hi havien 138.262 habitants.
| 1497 f | 1515 f | 1553 f | 1717  | 1787  | 1857   | 1877   | 1887   | 1900   | 1910   |
| ------ | ------ | ------ | ----- | ----- | ------ | ------ | ------ | ------ | ------ |
| 637    | 765    | 960    | 4.915 | 9.909 | 19.760 | 24.709 | 29.043 | 25.207 | 25.009 |

| 1920   | 1930   | 1940   | 1950   | 1960   | 1970   | 1981    | 1990    | 1992    | 1994    |
| ------ | ------ | ------ | ------ | ------ | ------ | ------- | ------- | ------- | ------- |
| 29.632 | 32.379 | 37.120 | 40.084 | 45.273 | 78.238 | 111.689 | 112.360 | 112.283 | 112.283 |

| 1996    | 1998    | 2000    | 2002    | 2004    | 2006    | 2008    | 2010    | 2012    | 2014    |
| ------- | ------- | ------- | ------- | ------- | ------- | ------- | ------- | ------- | ------- |
| 112.176 | 112.795 | 114.097 | 117.184 | 123.584 | 131.158 | 137.536 | 140.184 | 133.954 | 132.199 |

| 2016    | 2018    | 2020    | 2022    | 2024    | 2026 | 2028 | 2030 | 2032 | 2034 |
| ------- | ------- | ------- | ------- | ------- | ---- | ---- | ---- | ---- | ---- |
| 131.094 | 132.299 | 136.496 | 134.883 | 141.151 | -    | -    | -    | -    | -    |

En el cens del 1857 incorpora Monnars, Boella, Ferran, Masricard i Torell; el 1950, Tamarit de Mar; el 1965, la Canonja, fins que el 2010 La Canonja conjuntament amb Masricard recuperen la seva plena municipalitat.

## Política i govern

### Composició de la Corporació Municipal
El Ple de l'Ajuntament està format per 27 consellers. En les eleccions municipals de 26 de maig de 2019 en foren 7 del Partit dels Socialistes de Catalunya-Candidatura de Progrés (PSC-CP), 7 d'Esquerra Republicana de Catalunya-Moviment d'Esquerres-Acord Municipal (ERC-MES-AM), 4 de Ciutadans - Partit de la Ciutadania (Cs), 3 de Junts per Tarragona (Junts), 2 de En Comú Podem Tarragona-En Comú Guanyem (ECP-TGN-ECG), 2 de Candidatura d'Unitat Popular-Alternativa Municipalista (CUP-AMunt) i 2 de Partit Popular (PP).
| Eleccions municipals de 26 de maig de 2019 - Tarragona |                                                                         |                                     |                                     |         |          |            |
| Candidatura | Candidatura                                                             | Candidatura                         | Cap de llista                       | Vots    | Vots     | Consellers |
| | Partit dels Socialistes de Catalunya -Candidatura de Progrés            |                                     | Josep Fèlix Ballesteros Casanova    | 13.336  | 23,43%   | 7 (-2)     |
| | Esquerra Republicana de Catalunya -Moviment d'Esquerres-Acord Municipal |                                     | Pau Ricomà i Vallhonrat             | 12.872  | 22,62%   | 7 (+3)     |
| | Ciutadans - Partit de la Ciutadania                                     |                                     | Rubén Viñuales i Elías              | 8.364   | 14,70%   | 4 ()       |
| | Junts per Tarragona                                                     |                                     | Dídac Nadal Abat                    | 6.309   | 11,09%   | 3 ()       |
| | En Comú Podem Tarragona-En Comú Guanyem                                 |                                     | Carla Aguilar Cunill                | 4.579   | 8,05%    | 2 (+1)     |
| | Candidatura d'Unitat Popular-Alternativa Municipalista                  |                                     | Laia Estrada Cañón                  | 3.615   | 6,35%    | 2 ()       |
| | Partit Popular                                                          |                                     | José Luis Martín García             | 3.561   | 6,26%    | 2 (-2)     |
| | Altres candidatures                                                     |                                     |                                     | 4.005   | 7,04%    | 0          |
| | Vots en blanc                                                           |                                     |                                     | 270     | 0,47%    |            |
| Total vots vàlids i regidors | Total vots vàlids i regidors                                            | Total vots vàlids i regidors        | Total vots vàlids i regidors        | 56.911  | 100 %    | 27         |
| | Vots nuls                                                               | Vots nuls                           | Vots nuls                           | 223     | 0,39%    |            |
| Participació (vots vàlids més nuls) | Participació (vots vàlids més nuls)                                     | Participació (vots vàlids més nuls) | Participació (vots vàlids més nuls) | 57.134  | 62,75%** |            |
| Abstenció | Abstenció                                                               | Abstenció                           | Abstenció                           | 33.918* | 27,25%** |            |
| Total cens electoral | Total cens electoral                                                    | Total cens electoral                | Total cens electoral                | 91.725* | 100 %**  |            |
| Alcalde: Pau Ricomà i Vallhonrat (ERC) (15/06/2019) Per majoria absoluta dels vots dels regidors (14 vots: 7 d'ERC, 3 de Junts, 2 d'ECP i 2 de la CUP)         |                                                                         |                                     |                                     |         |          |            |
| Fonts: Ministeri de l'Interior. Junta Electoral de Zona de Tarragona. Periòdic Ara. (* No són vots sinó electors. ** Percentatge respecte del cens electoral.) |                                                                         |                                     |                                     |         |          |            |

### Alcaldia i govern

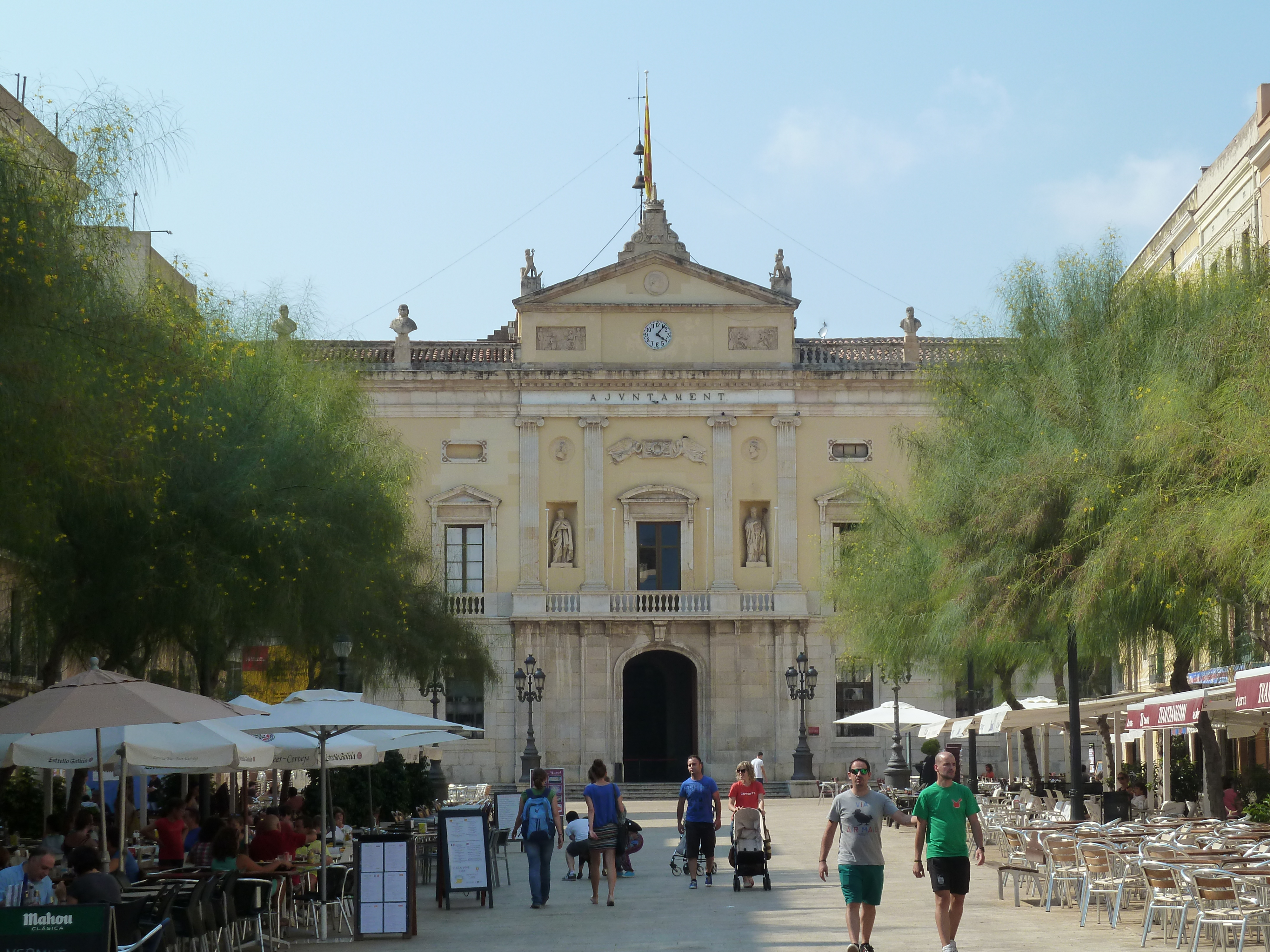
L'Ajuntament de Tarragona

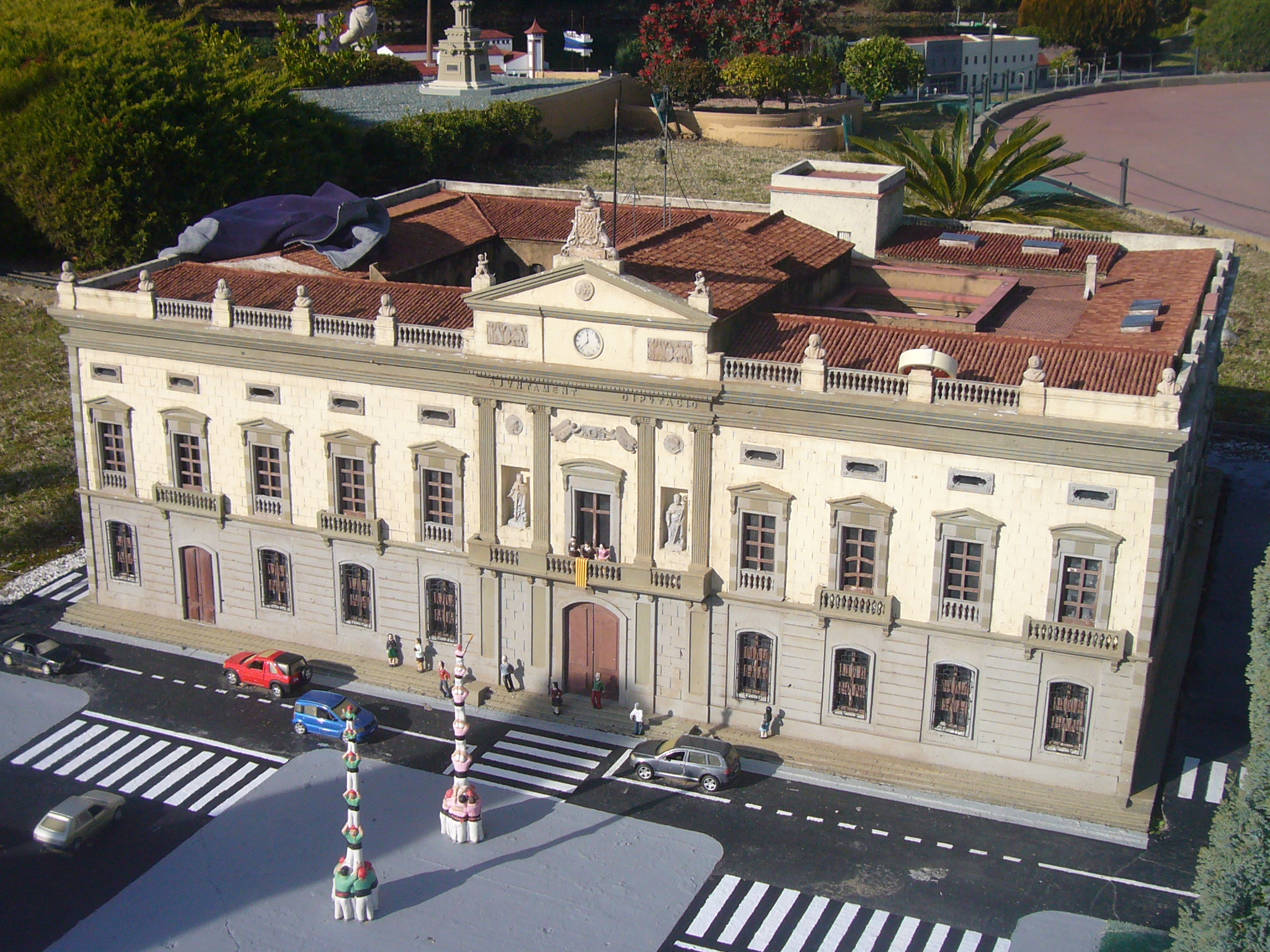
Maqueta a Catalunya en Miniatura de l'Ajuntament de Tarragona

Després de 12 anys de governs liderats pel socialista Josep Fèlix Ballesteros es posa fi amb les eleccions del 2019 i es forma, en un executiu en minoria inicialment format per ERC i En Comú Podem, un nou equip de govern sent-ne el batlle Pau Ricomà i Vallhonrat i amb Carla Aguilar Cunill com a primera tinent d'alcalde. A favor de la investidura de l'alcalde republicà van votar els grups de ERC, En Comú Podem, Junts per Tarragona i la CUP, tot i que, aquests dos últims, inicialment no van entrar a formar part del govern municipal.
El 2021 es produeix una crisi en la governabilitat del consistori que provoca la sortida d'En Comú Podem i de Carla Aguilar com a primera tinent d'alcalde. Però quedant-se dins Hermán Pinedo Sánchez que abandona la formació ecosocialista, i es convertí en regidor no-adscrit, alhora que mantingué diverses conselleries (Patrimoni, Joventut i Cooperació) però no com a setè tinent d'alcalde. Aquests canvis estigueren relacionats amb l'entrada dins de l'equip de govern de cinc regidors nous, tres de Junts i dos de la CUP. La nova regidora de Seguretat Ciutadana de "Junts per Tarragona", Cristina Guzman Roset, fou designada com a segona tinent d'alcalde.
Les dependències principals del consistori i el seu edifici més emblemàtic es troben a la Plaça de la Font, a la Part Alta de la ciutat.
| Període                                                                               | Alcalde o alcaldessa                                  | Partit polític                   | Data de possessió     | Observacions        |
| ------------------------------------------------------------------------------------- | ----------------------------------------------------- | -------------------------------- | --------------------- | ------------------- |
| 1979–1983                                                                             | Josep Maria Recasens i Comes                          | Logotip del PSC                  | 19/04/1979            | --                  |
| 1983–1987                                                                             | Josep Maria Recasens i Comes                          | Logotip del PSC                  | 23/05/1983            | --                  |
| 1987–1991                                                                             | Josep Maria Recasens i Comes Joan Miquel Nadal i Malé | Logotip del PSC · Logotip de CiU | 30/06/1987 17/08/1989 | moció de censura -- |
| 1991–1995                                                                             | Joan Miquel Nadal i Malé                              | Logotip de CiU                   | 15/06/1991            | --                  |
| 1995–1999                                                                             | Joan Miquel Nadal i Malé                              | Logotip de CiU                   | 17/06/1995            | --                  |
| 1999–2003                                                                             | Joan Miquel Nadal i Malé                              | Logotip de CiU                   | 03/07/1999            | --                  |
| 2003–2007                                                                             | Joan Miquel Nadal i Malé                              | Logotip de CiU                   | 14/06/2003            | --                  |
| 2007–2011                                                                             | Josep Fèlix Ballesteros Casanova                      | Logotip del PSC                  | 16/06/2007            | --                  |
| 2011–2015                                                                             | Josep Fèlix Ballesteros Casanova                      | Logotip del PSC                  | 11/06/2011            | --                  |
| 2015–2019                                                                             | Josep Fèlix Ballesteros Casanova                      | Logotip del PSC                  | 13/06/2015            | --                  |
| 2019-2023                                                                             | Pau Ricomà Vallhonrat                                 | Logotip d'ERC                    | 15/06/2019            | --                  |
| Des de 2023                                                                           | Rubén Viñuales i Elías                                | Logotip del PSC                  | 17/06/2023            | --                  |
| Fonts: Municat. Servei d'Arxiu i Documentació Municipal de l'Ajuntament de Tarragona. |                                                       |                                  |                       |                     |

### Conselleries 2019-2021[28]
- Primera tinent d'alcalde, Consellera Participació, Serveis Socials i Benestar Animal, i Portaveu, Carla Aguilar Cunill (ECP)
- Segon tinent d'alcalde, Conseller de Serveis Econòmics, Serveis Centrals i Personal, Jordi Fortuny Guinart (ERC)
- Tercer tinent d'alcalde, Conseller d'Urbanisme, Llicències, Espais Públics i Medi Ambient, i Portaveu, Xavier Puig Andreu (ERC)
- Quarta tinent d'alcalde, Consellera de Contractació, Turisme i Desenvolupament Econòmic, Laura Castel Fort (ERC)
- Cinquena tinent d'alcalde, Consellera de Districtes i Nova ciutadania, Paula Adriana Varas González (ERC-Independent)
- Sisena tinent d'alcalde, Consellera d'Esports, Consum, Comerç, Fires i Mercats, Mary López García (ERC)
- Setè tinent d'alcalde, Conseller de Patrimoni, Joventut, Cooperació i Habitatge, Hermán Pinedo Sánchez (ECP)
- Vuitè tinent d'alcalde, Conseller d'Ensenyament, Ocupació i Seguretat Ciutadana, Manel Castaño Bachiller (ERC)

### Conselleries 2021-2023[29]
- Primer tinent d'alcalde, Conseller de Serveis Econòmics, Serveis Centrals, Transparència i Personal, Jordi Fortuny Guinart (ERC)
- Segona tinent d'alcalde, Consellera de Seguretat Ciutadana, Cristina Guzman Roset (Junts per Tarragona)
- Tercer tinent d'alcalde, Conseller d'Urbanisme, Llicències, Mobilitat i Manteniment, Xavier Puig Andreu (ERC)
- Quarta tinent d'alcalde, Consellera de Participació Ciutadana, Consell de Districtes i Immigració, Paula Adriana Varas González (ERC-Independent)
- Cinquena tinent d'alcalde, Consellera de Medi Ambient i Habitatge, Eva Miguel Gascón (CUP)
- Sisena tinent d'alcalde, Consellera d'Esports, Relacions amb Associacions i Llars de Jubilats, María José López García (ERC)
- Setena tinent d'alcalde, Consellera de Contractació, Plans Accessibilitat, Benestar Animal i Viles Florides, Elvira Vidal Sensi (Junts per Tarragona)
- Vuité tinent d'alcalde, Conseller d'Educació, Normalització Lingüística, Ocupació i Memòria Històrica, Manel Castaño Bachiller (ERC)

## Llocs d'interès

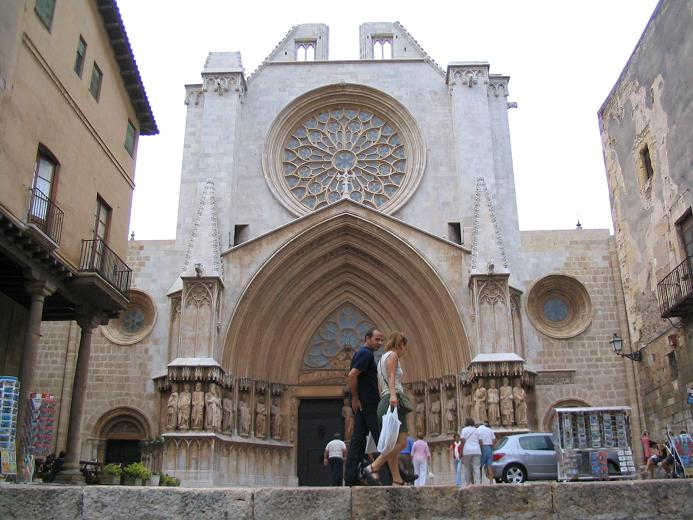
Catedral de Tarragona

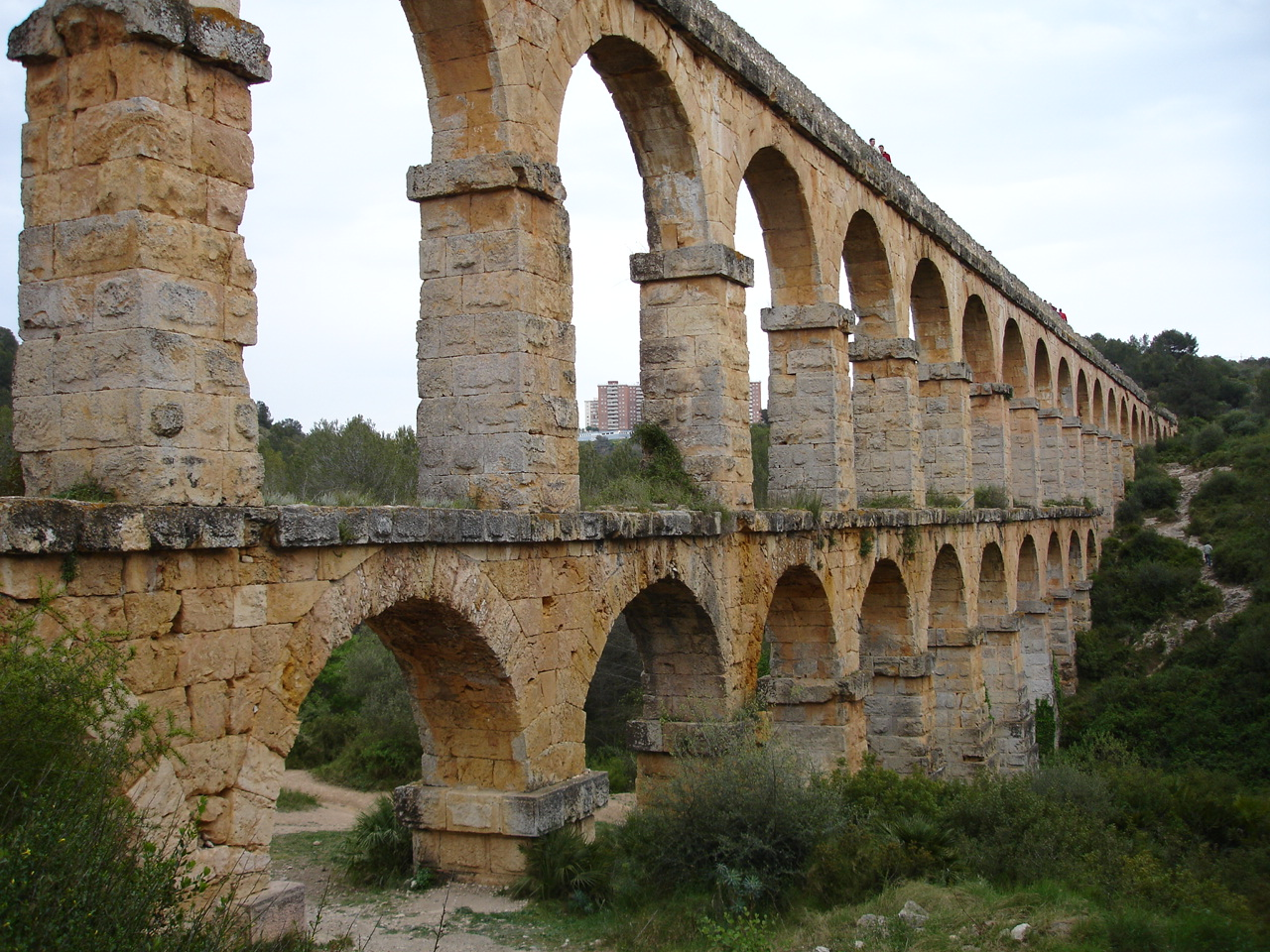
L'aqüeducte de les Ferreres, més conegut com el pont del Diable

- El Conjunt arqueològic de Tàrraco, declarat Patrimoni de la Humanitat per la UNESCO el 30 de novembre de l'any 2000. Comprèn 14 monuments, 11 dels quals estan situats dins del municipi. Destaca l'Amfiteatre, construït pels romans, on van ser martiritzats sant Fructuós i els seus diaques Auguri i Eulogi. Per aquest motiu, encara en època romana, es va construir una basílica sobre l'arena de l'amfiteatre. A aquesta basílica corresponen les ruïnes en forma de creu que es poden veure a l'arena.
- La Catedral, situada en el punt més alt de la ciutat, a uns 60 m sobre el nivell del mar. La catedral fou construïda sobre l'antic temple romà, aprofitant carreus romans i fins i tot algun sarcòfag, com el que es veu a la façana, a la dreta de la porta principal. Recents excavacions arqueològiques han deixat al descobert un pany de paret de 9 m d'alçada i uns 15 m de llarg a la paret exterior del Claustre (sota el Pla de Palau) que formava part del temple romà original. Aquesta excavació encara està en marxa amb l'objectiu de trobar el següent pany de paret sota del seminari de la ciutat.
- La Rambla Nova és el passeig més important de Tarragona i fou construïda a meitats del segle xix. Al voltant de la Rambla s'organitza l'Eixample de Tarragona. La Rambla limita a la Plaça de la Imperial Tàrraco. Més enllà, hi ha la Rambla Lluís Companys i el seu voltant és l'Eixample Ponent de Tarragona (Vidal i Barraquer) i després la Rambla Francesc Macià, que és l'Eixample de l'Hospital Joan XXIII i voltants del Francolí.
- El Balcó del Mediterrani, un mirador sobre el mar, al principi de la Rambla Nova. És un dels llocs privilegiats per seguir cada primera setmana completa de juliol el Concurs Internacional de Castells de Focs Artificials Ciutat de Tarragona.
- El Portal de Sant Antoni, entrada construïda a mitjans del segle xviii.[30]
- La plaça de la Font, que ocupa una part de l'arena de l'antic circ romà. La presideix l'edifici del Palau Municipal, de façana neoclàssica.
- La plaça de la Imperial Tàrraco, el punt on conflueixen la carretera de València i la de Lleida, i és una de les principals entrades a la ciutat. En aquesta plaça hi ha la Facultat de Lletres de la Universitat Rovira i Virgili, l'edifici de la subdelegació del Govern, la seu central de Caixa Tarragona i l'estació d'autobusos.
- El Mercat Central de Tarragona, un edifici modernista de l'any 1915, projectat per l'arquitecte municipal Josep Maria Pujol i de Barberà.
- La Casa de la Festa de Tarragona, a la Via Augusta, 4, un equipament cultural que permet conèixer els elements identitaris de les Festes de Santa Tecla i la seva seqüència ritual durant tot l'any. Des del 2007.
- El Port de Tarragona, un dels ports més importants de l'Estat espanyol.

### Museus
Hi ha diversos espais museístics a Tarragona:
- Museu Bíblic Tarraconense. Gràcies als seus viatges a la Terra Santa i altres països de l'Orient Mitjà, el Dr Josep Vallès va aconseguir diverses peces arqueològiques, mapes, reproduccions i objectes de culte relacionats amb el món de la Bíblia que van ser dipositats al Museu Bíblic fundat el 1930.[31] El MNAT vist des del Passeig de Sant Antoni.

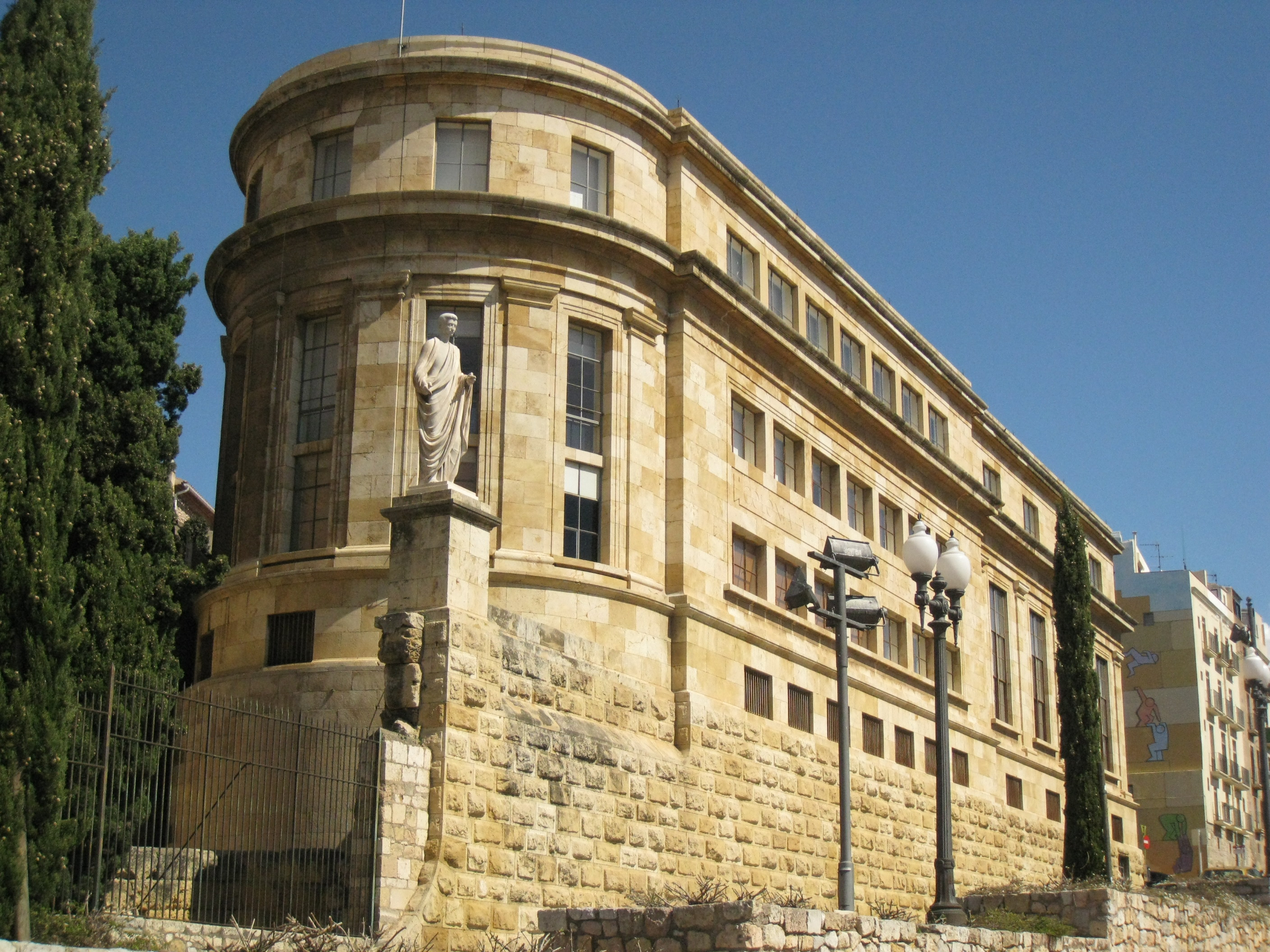
El MNAT vist des del Passeig de Sant Antoni.

- Museu d'Art Modern de Tarragona. Creat per la Diputació de Tarragona l'any 1976, el museu d'Art Modern, tenia com a finalitat promoure l'estudi i el coneixement de l'art modern i contemporani i, així mateix, conservar i mostrar el patrimoni artístic de la ciutat i compartir-ho amb el món.[32]
- Museu del Port de Tarragona. El Museu del Port de Tarragona és una de les principals infraestructures de la ciutat. Construït en un antic magatzem de refugi habilitat, aquesta edificació aporta una gran riquesa. El seu principal objectiu era recuperar embarcacions i explicar la relació de Tarragona amb el mar.[33]
- Museu de Fars
- Museu d'Història de Tarragona, que gestiona l'amfiteatre romà, la Casa Canals, la Casa Castellarnau, el Fòrum Local Romà, el Passeig Arqueològic, la Pedrera Romana del Mèdol, el Pretori, el Circ Romà, el Refugi Antiaeri de Palau, la Volta del Pallol i l'Aqüeducte Romà.[34]
- El Museu Nacional d'Arqueologia. Construït durant la primera meitat del segle xix, l'actual Museu Nacional Arqueològic de Tarragona és el més antic de Catalunya en la seva especialitat.[35]
- Museu Diocesà de Tarragona. El Museu Diocesà va ser inaugurat el 1914 per l'Arquebisbe Antolín López Peláez. Ple de donacions fetes pel mateix Arquebisbe, les parròquies de la diòcesi, congregacions religioses i persones particulars, el museu va ser enriquint al llarg dels anys.[36]

## Cultura i tradicions

### Els castells
La tradició castellera de Tarragona està molt arrelada des d'antic, fins al punt que, fent un símil amb la capitalitat de la província, s'anomena Tarragona "la Capital dels castells". És per això que cada dos anys és la seu del concurs de castells.

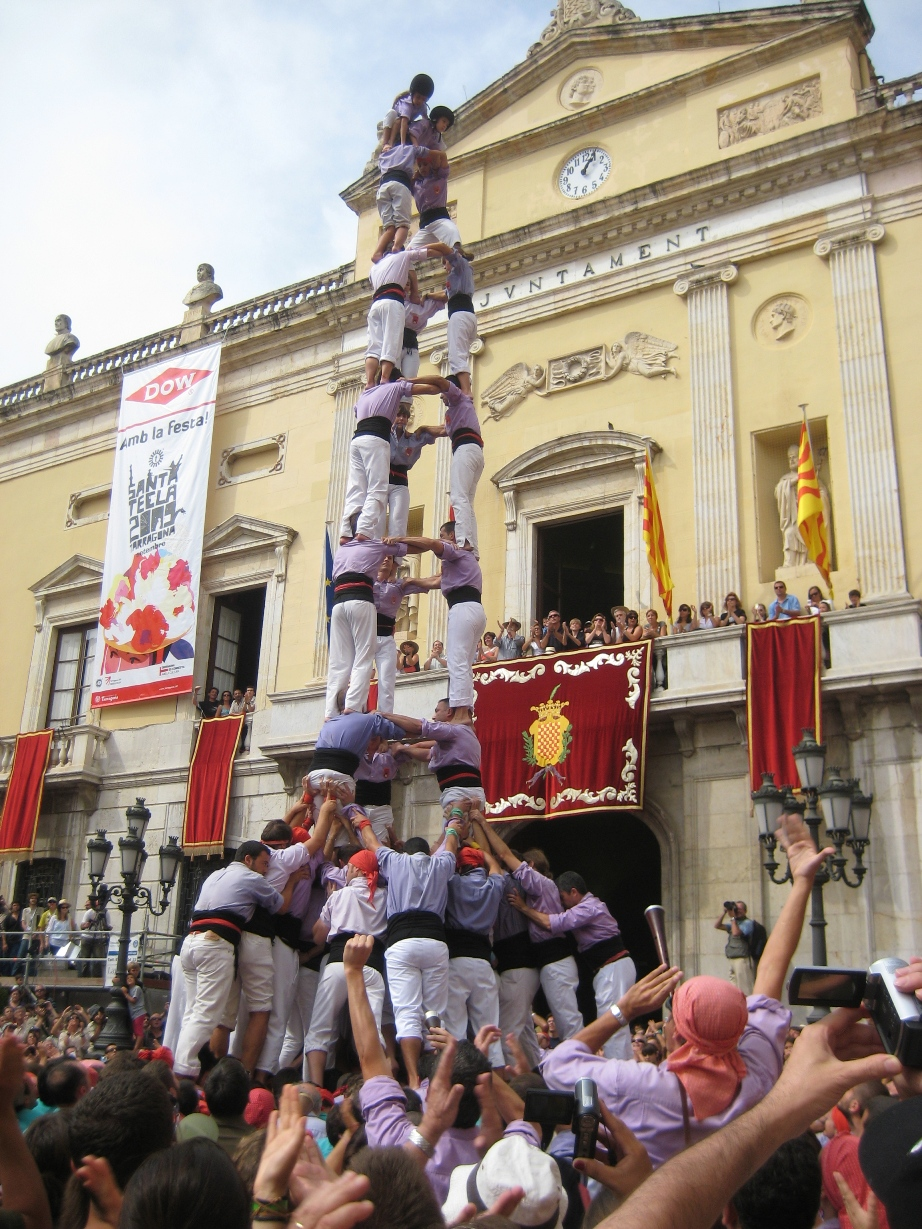
3d9f de la Colla Jove dels Xiquets de Tarragona per la diada del primer diumenge de festes de Santa Tecla, el 19 de Setembre de 2009

#### Castellers vallencs i tarragonins
Des de fa més de dos-cents anys, els castells han format una part molt important de les celebracions de la ciutat, especialment de les Festes de Santa Tecla de Tarragona. Durant tot el segle xix, amb molt escasses absències provocades per epidèmies o guerres, els castellers omplien els carrers de la ciutat els dies de festa amb les seves cercaviles i actuacions.
Els castells van viure una primera època d'or i Tarragona va ser la plaça privilegiada que va veure les millors actuacions de les colles de Xiquets de Valls. L'any 1881, per exemple, van aixecar el 4 de 9 sense folre i possiblement també el 3 de 9 sense folre. Els aficionats castellers tarragonins col·laboraven activament amb les colles vallenques i també van actuar amb colla pròpia entre els anys 1885 i 1897, sota el nom de Xiquets de Tarragona-Colla de la Mercè.
Els primers anys del segle xx van ser temps difícils per als castells. Desapareguda la colla de la Mercè, els castellers vallencs van continuar actuant a les festes tarragonines però molt lluny d'assolir les grans construccions dels anys anteriors.

#### Colla Vella i Nova dels Xiquets de Tarragona
L'any 1926 els aficionats locals van crear la colla dels Xiquets de Tarragona i des d'aleshores la ciutat ha comptat sempre amb colla pròpia. Al Vendrell sorgien els Nens del Vendrell i començava així el que s'ha anomenat com Renaixença castellera. Es creen noves colles i s'estenen les actuacions on es tornen a veure castells de vuit. A Tarragona apareix la Colla Nova (1932-34) mentre l'altra colla local va prendre el nom de Colla Vella. Les dues colles van rivalitzar especialment als concursos de castells de 1932 i de 1933 que es convoquen per primer cop a Tarragona.
La sublevació militar del 1936 va estroncar tot aquell procés de recuperació i després de la guerra les colles de castells van reprendre la seva activitat amb gran 

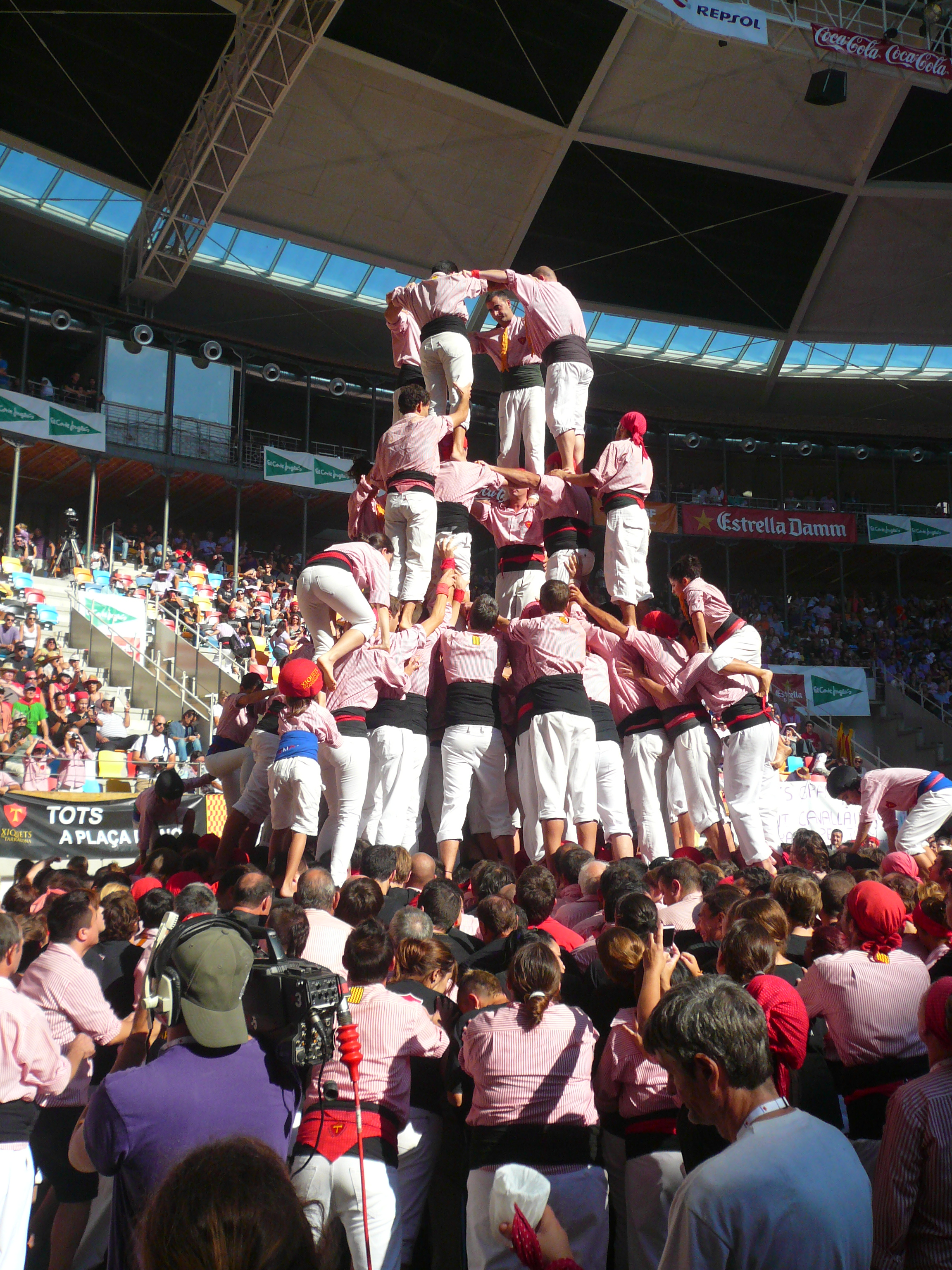
La colla dels Xiquets de Tarragona muntant un 4 de 9 amb folre al Concurs de Castells de Tarragona

dificultat. Els castellers tarragonins es van agrupar en una sola colla que va adoptar el nom de Xiquets de Tarragona. Els anys 50 la ciutat va tornar a organitzar el concurs de castells i el 1951 es crea la Colla Nova dels Xiquets de Sant Magí que va revifar la rivalitat local.
Els anys seixanta van ser de gran rivalitat entre les colles vallenques (la Vella i la Muixerra) i els Nens del Vendrell. Mentre les colles tarragonines estaven estancades en els castells de set, amb pocs efectius i poques actuacions. En la diada de Santa Tecla del 1965, per primera vegada, les dues colles van caminar el pilar de 4 des del Pla de la Seu fins a la plaça de la Font. L'any 1970, per decisió municipal, es van unificar en l'actual Colla de Castellers Xiquets de Tarragona, mentre que l'any 1979, veient la poca volada que la colla tenia, un grup de castellers s'escindí de la colla i, conjuntament amb antics castellers de la Colla Nova de Sant Magí que havien deixat l'activitat arran de la fusió, creà la Colla Jove Xiquets de Tarragona, que contribuí molt a la revifalla de la qualitat castellera gràcies a la rivalitat entre les dues colles. A més, l'any 1988 es fundà la colla dels Xiquets del Serrallo i el 1990, la més jove, la Colla Castellera de Sant Pere i Sant Pau.
Actualment doncs, i per ordre d'aparició, la ciutat té el plaer de ser la seu de quatre colles.
- Xiquets de Tarragona, amb la camisa ratllada de blanc i roig. Se'ls coneix com a matalassers a causa de la similitud de la seva camisa amb els matalassos ratllats dels anys setanta i vuitanta.
- Colla Jove Xiquets de Tarragona, amb la camisa morada. L'any 2013 ocupà la segona posició en el rànquing casteller.[39]
- Xiquets del Serrallo, tenen el color blau, representant la proximitat al mar de El Serrallo.
- Colla Castellera de Sant Pere i Sant Pau, que tenen com a color de la camisa el Verd.

### Actes culturals a la ciutat i institucions
Des de l'any 1989 a Tarragona se celebra Tàrraco Viva, un festival cultural internacional que està dedicat especialment a la divulgació històrica d'època romana.
Tarragona va presentar una candidatura que va ser desestimada per esdevenir capital cultural europea el 2016. Sí que va ser elegida, però, com a seu dels Jocs del Mediterrani de 2017.

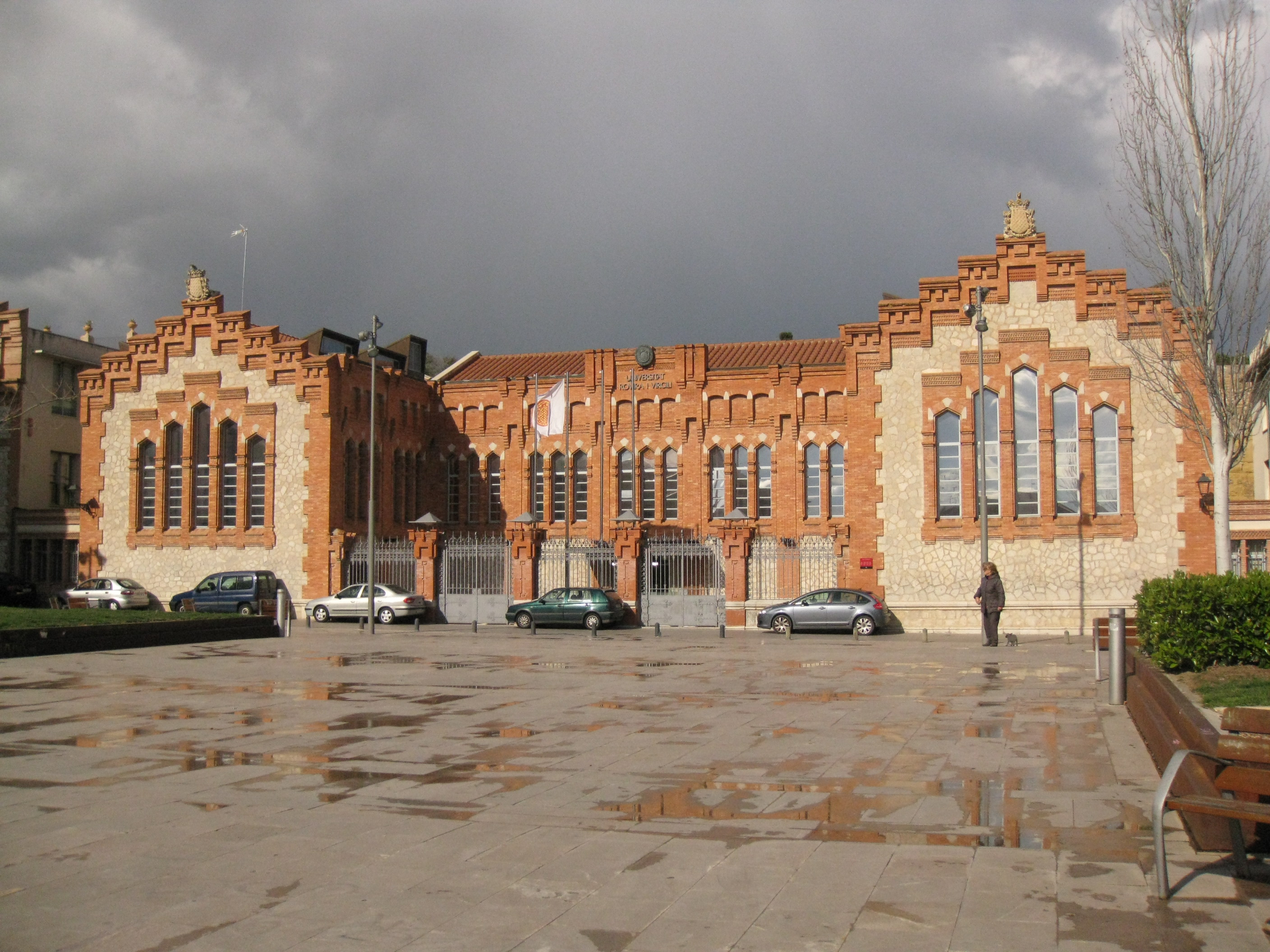
Rectorat de la URV.

Tarragona fou també la Capital de la Cultura Catalana el 2012.
La ciutat compta amb dos teatres que realitzen programacions contínues al llarg de l'any, com la Mostra de teatre jove' i obres de teatre regulars, a més d'utilitzar-se per a cerimònies i, en alguns casos, com a emplaçaments per fer mítings i conferències: El teatre Metropol i el Teatre Tarragona, aquest últim de recent reinauguració.
La Biblioteca de la ciutat, la Biblioteca Pública de Tarragona és una biblioteca de titularitat estatal, creada el 1843 i que està situada al carrer Gasòmetre. A la biblioteca s'hi ofereixen diverses activitats culturals i s'hi guarden registres de la ciutat.
El principal institut de secundària de la ciutat és l'Institut Antoni de Martí i Franquès, dedicat al científic tarragoní Antoni de Martí i Franquès. Concretament, fou fundat el 1845.

### Universitat Rovira i Virgili
La Universitat Rovira i Virgili és la institució educativa de màxim nivell a la ciutat. Es va crear el 1991 a partir dels centres existents a Reus i Tarragona dependents de la Universitat de Barcelona i significà la recuperació dels estudis universitaris a Tarragona d'ençà del segle xvi. Les instal·lacions de la universitat a Tarragona es troben disperses en dos campus: el Campus Catalunya (al centre de la ciutat) i el Campus Sescelades (proper al barri de Sant Pere i Sant Pau). El rectorat està situat a l'edifici de l'antic escorxador municipal.
Porta el nom de Rovira i Virgili, en honor del fill il·lustre de la ciutat.

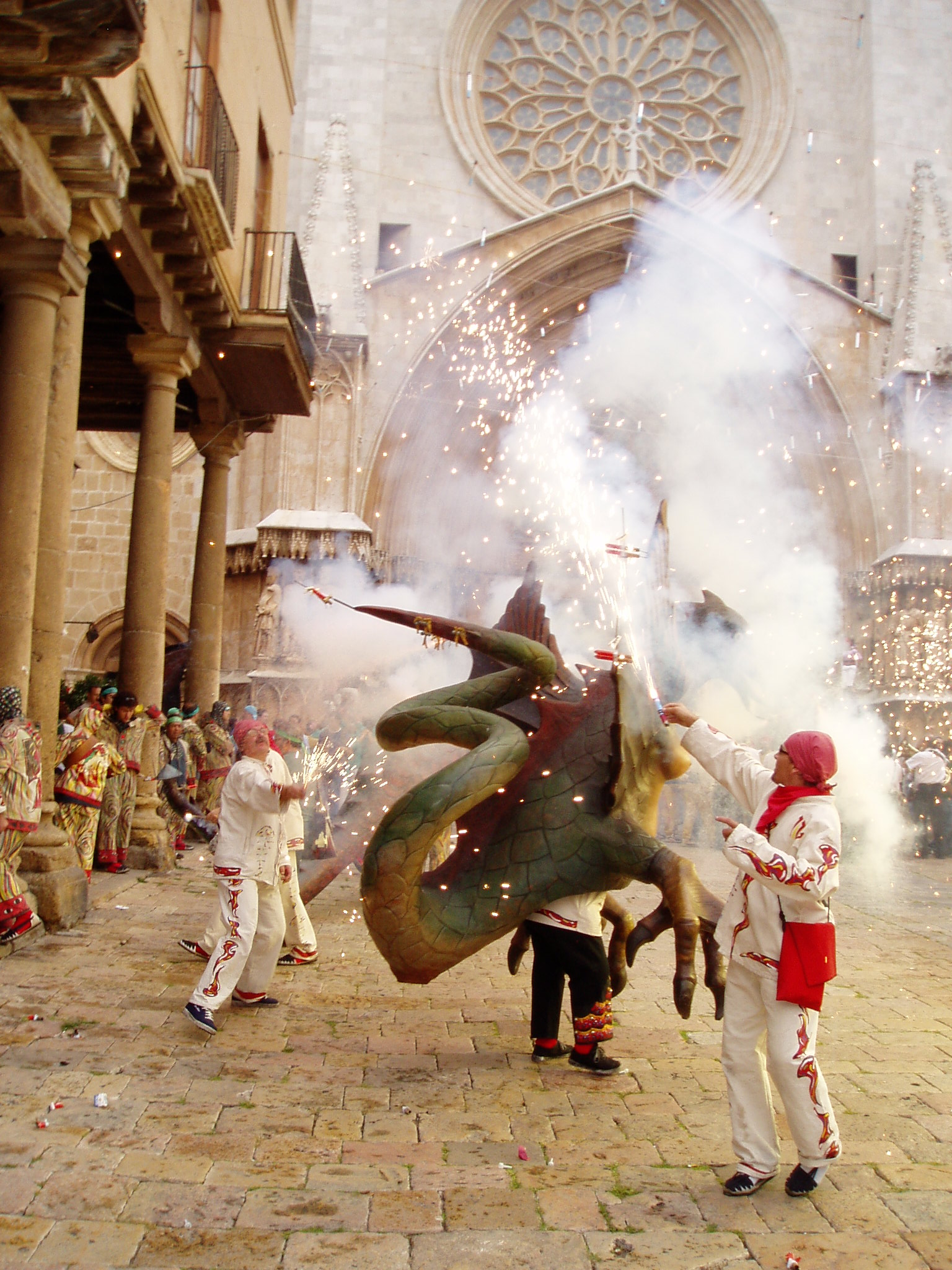
Encesa de la Víbria al Pla de la Seu

### Festes tradicionals i esdeveniments singulars
Altres celebracions rellevants de la ciutat:
- Festa dels Reis d'Orient, arribada en vaixell al Port de Tarragona acompanyats de patges i carrosses.
- Carnaval de Tarragona, un dels Carnavals més emblemàtics dels Països Catalans.
- Els Tres Tombs que aplega gran quantitat de genets, carros i cavalls de Tarragona i municipis propers.
- Diada de Sant Jordi (23 d'abril), venda de roses i llibres en ple carrer.
- Festival Internacional de Dixieland de Tarragona, la setmana anterior a la de Pasqua, l'únic festival dedicat al jazz més tradicional dins l'Estat espanyol.
- Setmana Santa de Tarragona, amb la Processó del Sant Enterrament, acte declarat Festa patrimonial d'interès nacional per la Generalitat de Catalunya i de gran interès Nacional per part de l'Estat Espanyol.
- Festivitat del Corpus Christi, una de les més antigues de la ciutat, celebrada de manera ininterrompuda des del segle xiv.
- Fira del vi de la Denominació d'Origen Tarragona, maig-juny.
- Revetlla de Sant Joan (23 de juny), cerimònia de l'arribada de la de culte al foc amb petards, cercavila de foc, fogueres i ball fins a la matinada.
- Celebració de Sant Pere (29 de juny) al barri marítim del Serrallo.
- Concurs Internacional de Castells de Focs Artificials Ciutat de Tarragona, la primera setmana completa de juliol: el certamen pirotècnic de la Mediterrània amb Focs Artificials de referència.
- Celebració de la Mare de Déu del Carme (16 de juliol), els pescadors del Serrallo embarquen la figura en una barca que recorre el port i la costa.
- Festes de Sant Roc (16 d'agost), celebracions d'un dels carrers de la Part Alta amb elements populars i els gegants més antics de la ciutat (1825).
- Festes de Sant Magí, el 19 d'agost, la festa menor de la ciutat.
- Festival Internacional de Teatre de Tarragona, juny-setembre, mostra de noves dramatúrgies.
- Diada Nacional de Catalunya (11 de setembre), diferents i variats actes festius de reafirmació de la cultura catalana.
- Festes de Santa Tecla, el 23 de setembre, declarada Festa tradicional d'interès nacional pel Govern de la Generalitat de Catalunya l'any 1996 (reclassificada com a Festa patrimonial d'interès nacional l'any 2010) i declarada Festa d'interès estatal pel Govern de l'Estat l'any 2002.
- Concurs de castells, biennal, se celebra el primer diumenge del mes d'octubre.
- SCAN Tarragona, biennal, entre octubre i desembre, festival internacional de fotografia.
- Festa de l'oli nou de la DOP Siurana, novembre-desembre, fira i degustació.
- REC Tarragona, desembre, festival internacional de cinema de Tarragona.
- Festes de Nadal i Cap d'Any, amb fires, representacions teatrals, parc infantil, etc. L'últim dia de l'any, a la platja del Miracle, bany de Sant Silvestre.

#### Altres festes de diferents zones de la ciutat
- Barris Llevant: Festes patronals de l'Ermita de la Salut (8 de setembre o 2n diumenge de setembre), Festes solidàries dels veïns de l'Arrabassada (30-31 d'agost)
- Eixample centre de Tarragona: Festes dels carrer Governador González i carrer Canyelles (31 d'agost), Festa especial Alzheimer al c/Canyelles (matí 21 setembre)
- Barris Ponent: La Granja (del 10 al 15 juny), Festes de Torreforta (juny), Festes Riuclar -festes del Carme- (cap de setmana anterior del 16 juliol), Festes Campclar (segona setmana juliol), Festes Icomar (primera setmana de juliol)
- Eixample Hospital Joan XXIII - carrer de Goya: Festes del carrer de Goya (finals d'agost)
- Eixample Nord - Avinguda Andorra i voltants: Festes majors de l'AA.VV. Tarraco (primer cap de setmana de setembre)
- Els Montgons: Festes Populars la Floresta (primera setmana de juliol)
- Eixample de l'Av.Catalunya - Barri Maria Cristina: Festes del Barri (entre penúltima o últma setmana juliol - són tres dies consecutius)
- Barri del Port: Festes del Barri (juny o juliol - són tres dies consecutives)
- Residencial Palau - Torres Jordi i eixample Torres Jordi: Festes de l'AAVV Residencial Palau-Torres Jordi (principis de setembre)
- El Serrallo: Festes patronals de Sant Pere (29 juny), festes patronals de la Verge del Carme (16 juliol)

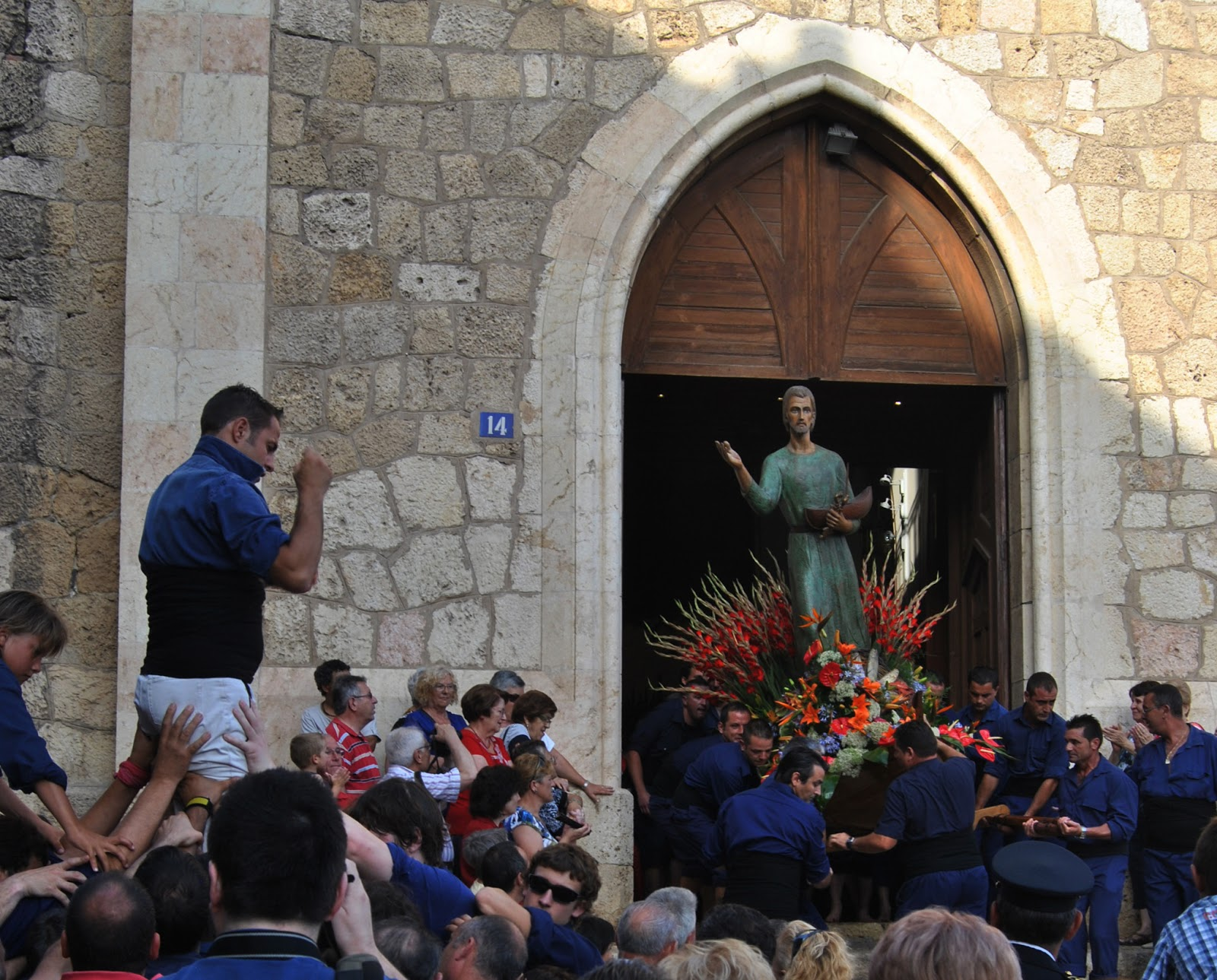
El pas de Sant Pere sortint de l'Església St.Pere del Serrallo, mentre els Xiquets del Serrallo fan un pilar de salutació.

- Barri Verge del Carme - carrer de Mallorca i carrer F.Bastos: Festes Patronals de la Verge del Carme (cap de setmana anterior del 16 juliol)
- Part Alta - Cós del Bou de Tarragona: Festes Patronals de Sant Roc (14,15,16 d'agost)
- Part Alta - Plaça del Pallol i carrer del Comte: Festes de Sant Agapito Bis -Ca l'Agapito- (4 juliol)
- Part Alta - carrer Merceria i Plaça del Fòrum: Festes de la Mare de Déu del Roser (principis d'octubre)
- Sant Pere i Sant Pau: Festes de Sant Pere i Sant Pau (setmana de sant Pere -29 juny-) Veïns de la Unió (principis de setembre)
- Sant Salvador, Sant Ramon i Santa Isabel: Festes majors del barri (primera cap de setmana d'agost).

## Símbols
Tarragona no té ni bandera ni escut oficialitzats per la Generalitat. Malgrat això, l'Ajuntament de la ciutat empra la mateixa bandera i escut des del segle xiv. Hi ha propostes alternatives per part de la Societat Catalana de Genealogia, que varien del disseny històric.

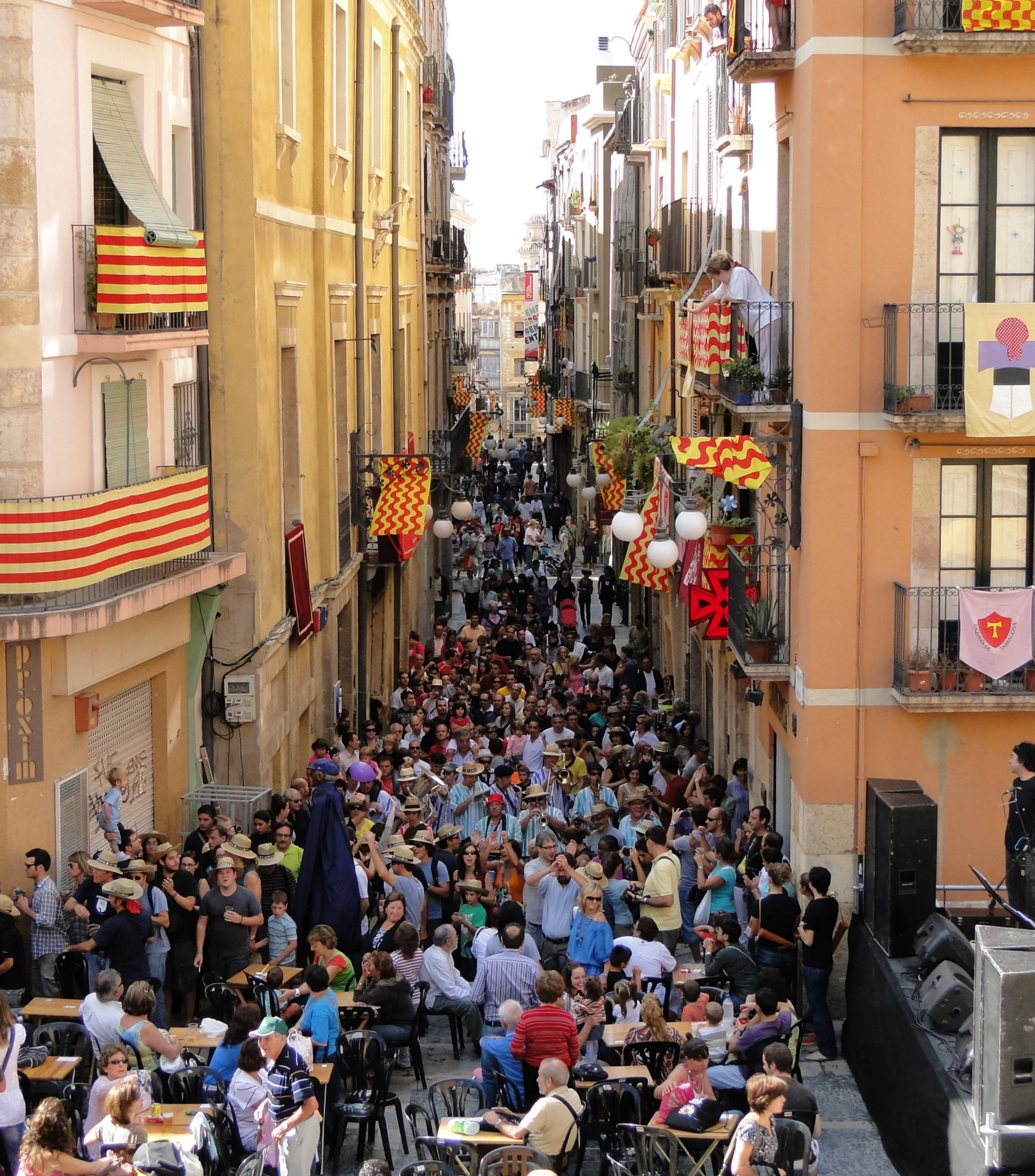

- Escut de la ciutat de Tarragona (no oficialitzat per la Generalitat de Catalunya)
- Proposta de la SCGHSVN d'escut oficial per a Tarragona
- Bandera de Tarragona (no oficialitzada per la Generalitat de Catalunya)
- Banderes catalanes i de la ciutat decoren els carrers per Santa Tecla)

## Personalitats lligades a Tarragona
Categoria principal: Tarragonins
- Publi Anni Flor (S II), poeta romà, coetani d'Adrià
- Luci Licini Sura (S I-II), general romà, encarregat per Trajà de fer-se càrrec del govern a Roma durant la conquesta de la Dàcia
- Fructuós de Tarragona, bisbe i màrtir (s. III)
- Pròsper de Tarragona, bisbe, fundador de l'abadia de Capodimonte
- Lluís Pons d'Icart (1518?-1578), humanista, advocat i historiador[47]
- Jaume Amigó (segle xvi),eclesiàstic i arquitecte renaixentista
- Pere Blai (1553-1621), arquitecte renaixentista
- Baltasar Gracián,(1601-1656), jesuïta, escriptor i filòsof aragonès en llengua castellana. Director de la Universitat de Tarragona entre (16.. i)[48]
- Antoni de Martí i Franquès (1750-1832), científic il·lustrat (química, botànica, meteorologia)
- Guillem Oliver i Salvà (1775-1839) home de negocis i polític liberal, promotor de l'economia i el pensament liberal
- Eduard Saavedra i Moragas (1829-1912), enginyer, arquitecte, arqueòleg i arabista
- Bonaventura Belart i Albiñana (1830-1862), tenor
- Andreu Aleu i Teixidor (1832-1900), escultor
- Ramon Bergadà i Panadès (1838-1894), notari i polític
- Josep Pin i Soler (1842-1927), escriptor
- Josep Yxart i de Moragas (1852-1895), crític literari i d'art, historiador, periodista i escriptor
- Joaquim Basora i Nin (1856-1927), notari i polític.
- Jaume Tarragó i Plana (1857-1908), casteller llegendari.
- Eduard de Balle i de Rubinat (1859-1912), hisendat i delegat de la Unió Catalanista a l'Assemblea de Manresa (1892)
- Domènec Batet i Mestres (1872-1937), militar
- Josep Maria Jujol i Gibert (1879-1949), arquitecte
- Ricard Opisso i Sala (1880-1966), dibuixant
- Pere Gual i Villalbí (1885-1968), economista i polític. Milità a la Lliga Regionalista i posteriorment franquista. Ministre de 1957 a 1965
- Antoni Rovira i Virgili (1882-1949), periodista, polític i historiador
- Joan Antònio i Guàrdias (1890-1967), poeta
- Josep Virgili i Sanromà (1895-1993), impressor i bibliòfil
- Joaquim Icart i Leonila (1910-1997), escriptor i erudit
- Montserrat Abelló (1918-2014), poetessa
- Adolfo Rodríguez Vidal (1920-2003), religiós, bisbe de Santa María de Los Ángeles (Xile), proclamat servent de Déu
- Carme Casas Godessart (1921-2013), infermera, sindicalista, resistent contra el nazisme i el franquisme, ecosocialista
- Olga Xirinacs Díaz (1936), escriptora i professora de piano
- Fermí Fernández (1963), actor, humorista, presentador i locutor
- Oriol Grau Elías (1963), guionista, músic, actor i director
- Pep Blay (1966), escriptor i guionista
- Jesús Monllaó i Plana (1967), director de cinema
- Agnès Busquets (1976), actriu i escriptora
- Núria Solé (1977), periodista
- Joan Escoda (1977), físic i meteoròleg
- Carlos Latre (1979), humorista i presentador
- Natalia Rodríguez Martínez (1979), ex-atleta i política
- Júlia Creus García (1994), actriu i guionista

## Esports
El Club Gimnàstic de Tarragona és l'entitat poliesportiva més important de la ciutat. Es va fundar l'any 1886, però fins al 1914 no va tenir una secció de futbol. El primer equip de futbol masculí del Nàstic ha militat 4 temporades a primera divisió: 1947/1948, 1948/49, 1949/50 i 2006/07. Actualment milita a la Segona divisió B de la Lliga espanyola, després del descens sofert la temporada 2018/19. El seu president és Josep Maria Andreu i disputa els seus partits al Nou Estadi, de propietat municipal i amb un aforament de 14.500 espectadors.
El Futbol Club Tàrraco és un Club Esportiu de futbol d'Accionariat Popular de Tarragona.
En bàsquet, el primer equip de la ciutat és el Club Bàsquet Tarragona (CBT), que competeix a la lliga LEB. Altres equips de la ciutat, són per exemple l'Associació Deportiva de Torreforta (ADT) i TGN Bàsquet Club.
El Club Voleibol Sant Pere i Sant Pau, fundat el 1982, competeix en la divisió d'honor de la Superlliga de Voleibol masculina.
El Club Natació Tarraco, fundat l'any 1963, és una altra entitat esportiva important a la ciutat, que compta amb uns 3.200 socis, 200 dels quals federats en natació i waterpolo.
El Reial Club Nàutic de Tarragona, fundat el 1878, té seccions de Vela, Rem, Motonàutica, Pesca…
El Club Atletisme Tarragona, fundat el 1990, és el primer club d'atletisme de la província i compta amb atletes que han competit a nivell estatal i internacional. El club, format per només un centenar de socis, aspira a tornar a la Primera Divisió de la Lliga Catalana de Clubs d'Atletisme.
El Club de Rugby Tarragona és un club de rugbi de la ciutat fundat el 1986. Els colors morat i negre de l'equipament es van triar com a homenatge a la Colla Jove dels Xiquets de Tarragona. Els equips sèniors han disputat només la Primera i la Segona Divisió Catalana. Puntualment, han jugat altres trofeus, com el de Quatre Barres, que el 2007 els va dur per primer cop a jugar fora de Catalunya. La temporada 2009 va crear un equip de rugbi a 13 que participa en el Campionat de Catalunya de Rugby Lliga. L'any 2011 va celebrar el seu 25è aniversari amb diverses activitats.
Tarragona fou seu dels jocs juvenils Europeus del 2010 i serà seu dels Jocs del Mediterrani de 2018.

## Agermanaments
Tarragona està agermanada amb les següents poblacions:
- Avinyó, Provença – Alps – Costa Blava, França (1968)
- L'Alguer, Sardenya, Itàlia (1972)
- Orleans, Centre – Vall del Loira, França (1978)
- Cuernavaca, Morelos, Mèxic (1980)
- Stafford, Anglaterra, Regne Unit (1992)
- Klagenfurt, Caríntia, Àustria (1996)
- Pompeia, Campània, Itàlia (2006)

A més, a causa dels Jocs del Mediterrani, l'alcalde de Tànger, al Marroc, va venir a la ciutat per veure'n les instal·lacions. Com que durant la candidatura de Tarragona, la ciutat nord-africana va ajudar-la molt, l'alcalde marroquí va demanar al de Tarragona que recolzés la candidatura de Tànger per als Jocs del Mediterrani de 2021. L'alcalde Josep Fèlix Ballesteros s'hi va avenir, i proposà alguna mena de vincle que unís les dues capitals, fos culturalment, esportivament o d'alguna altra forma. És possible que, en un futur, la ciutat de Tarragona s'agermani amb Tànger.

## Vistes de la ciutat

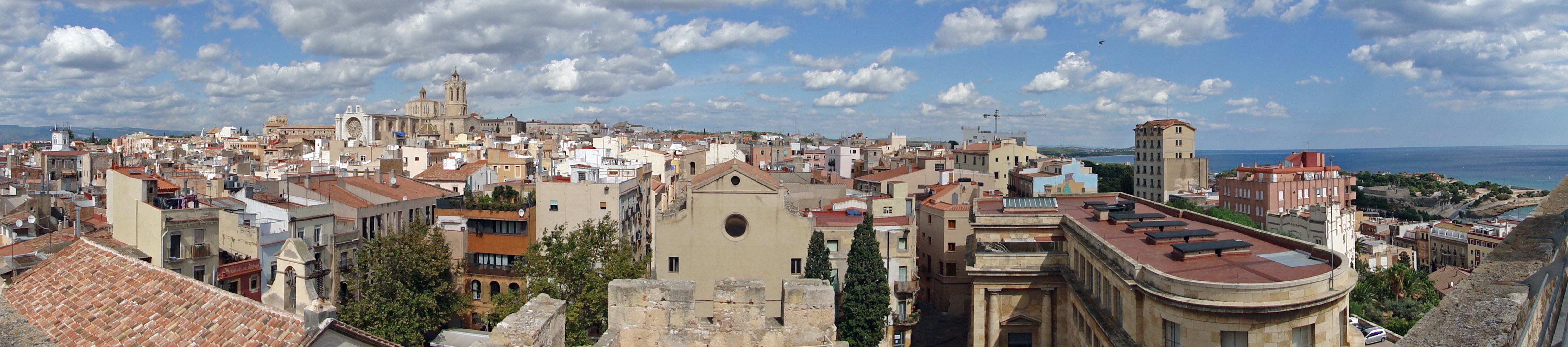
Vista des del nucli antic o part alta.

Vista des del Fortí de la Reina.

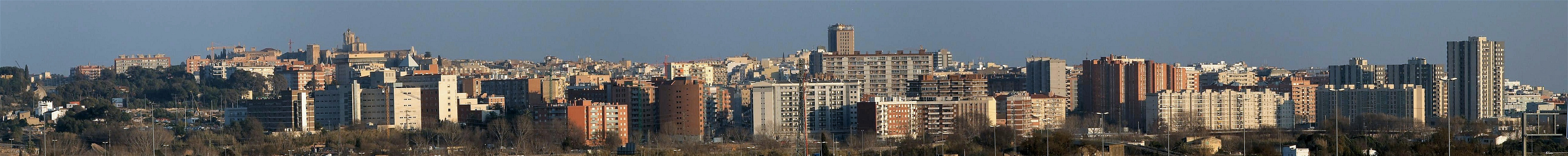
Vista del Nord-Oest de Tarragona.

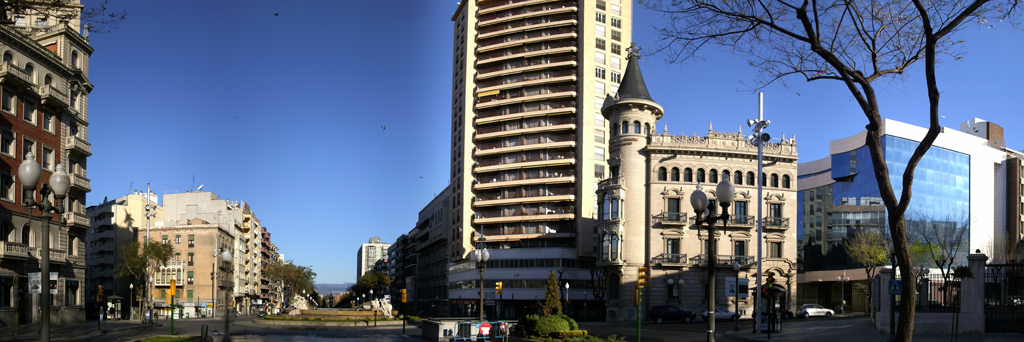
Rambla Nova.

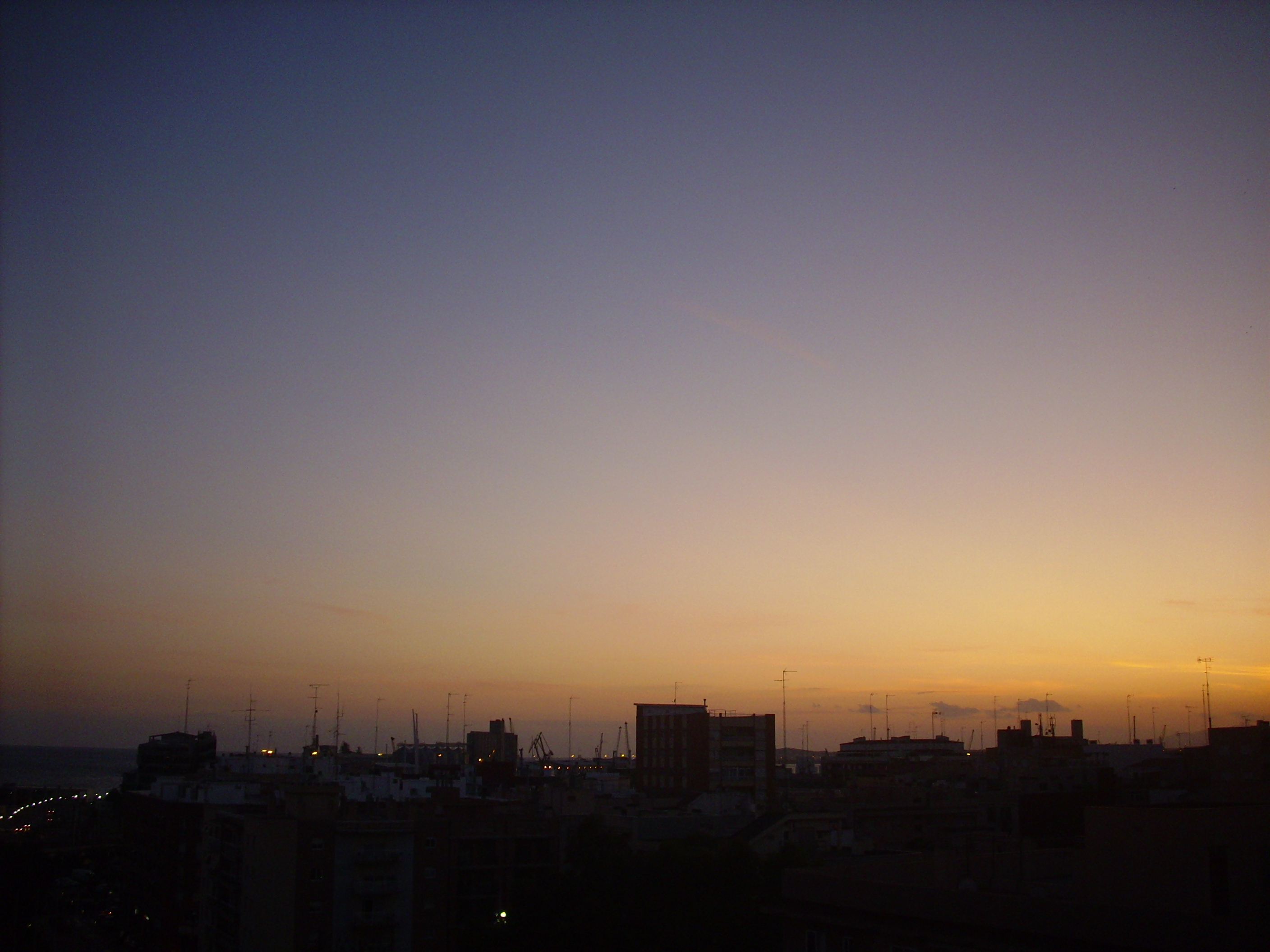
Vista des del replà de l'Hotel d'Entitats
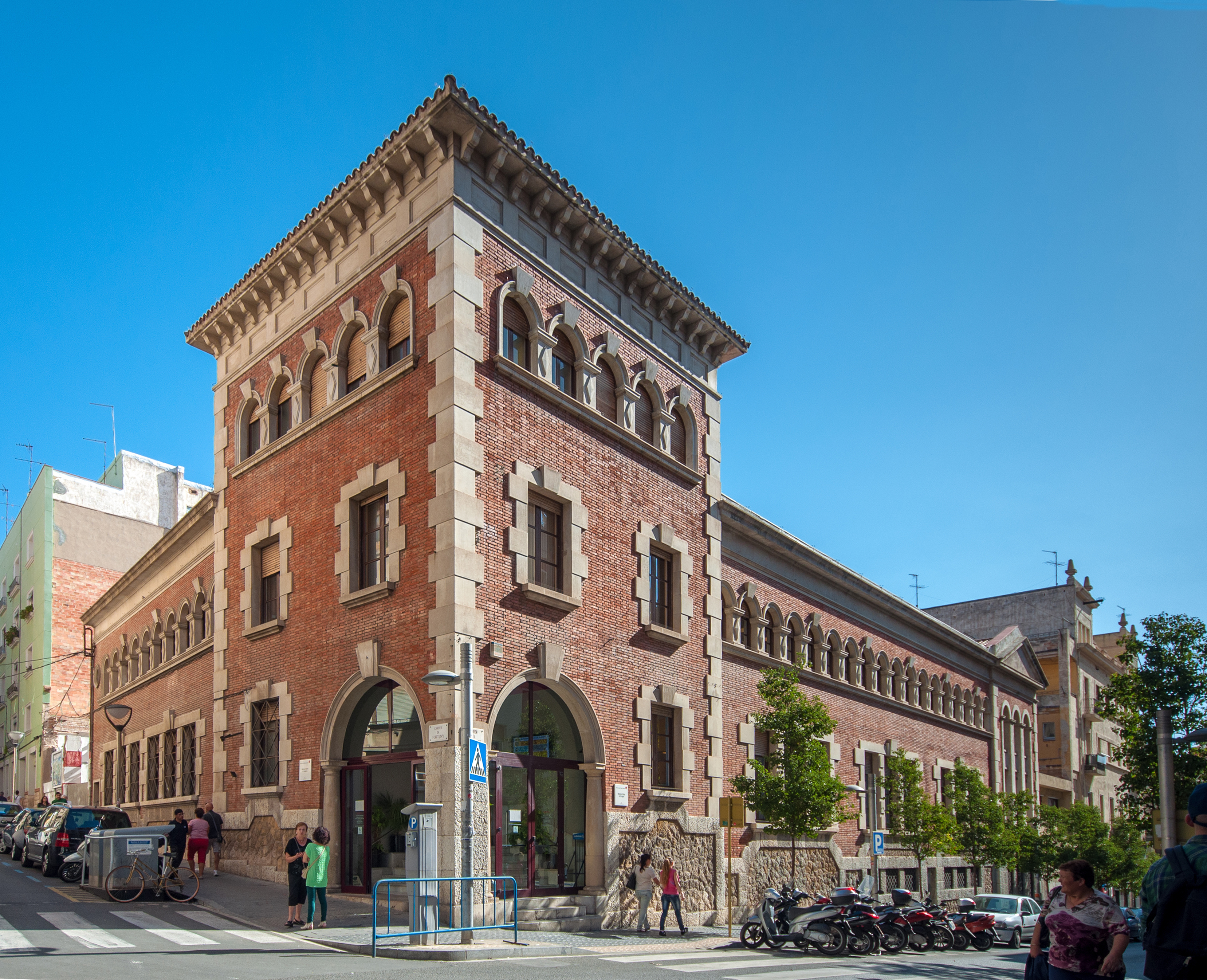
La Biblioteca Pública de Tarragona acull un important fons d'història local
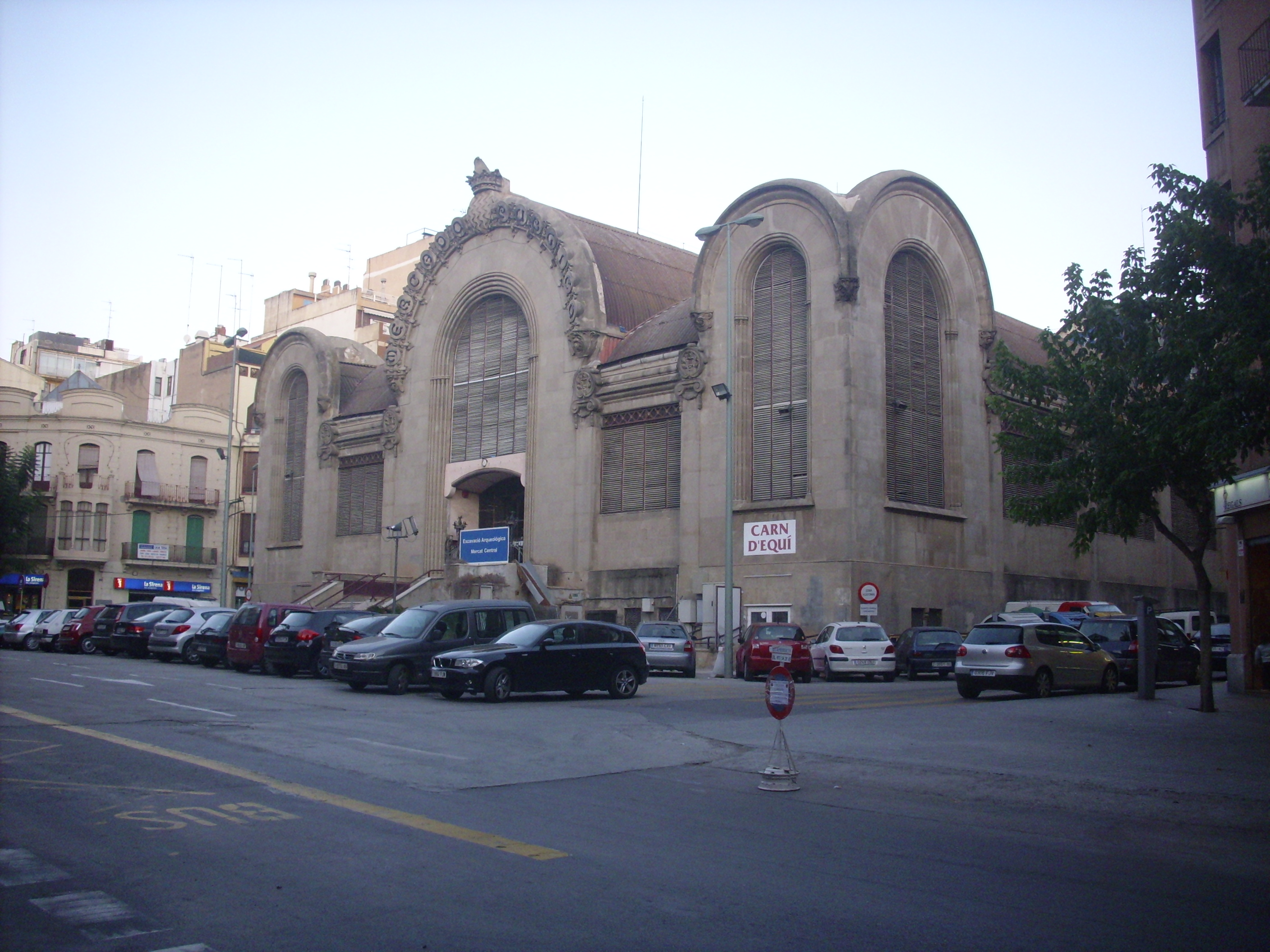
Vista parcial del Mercat Central de Tarragona, abans de la seua restauració
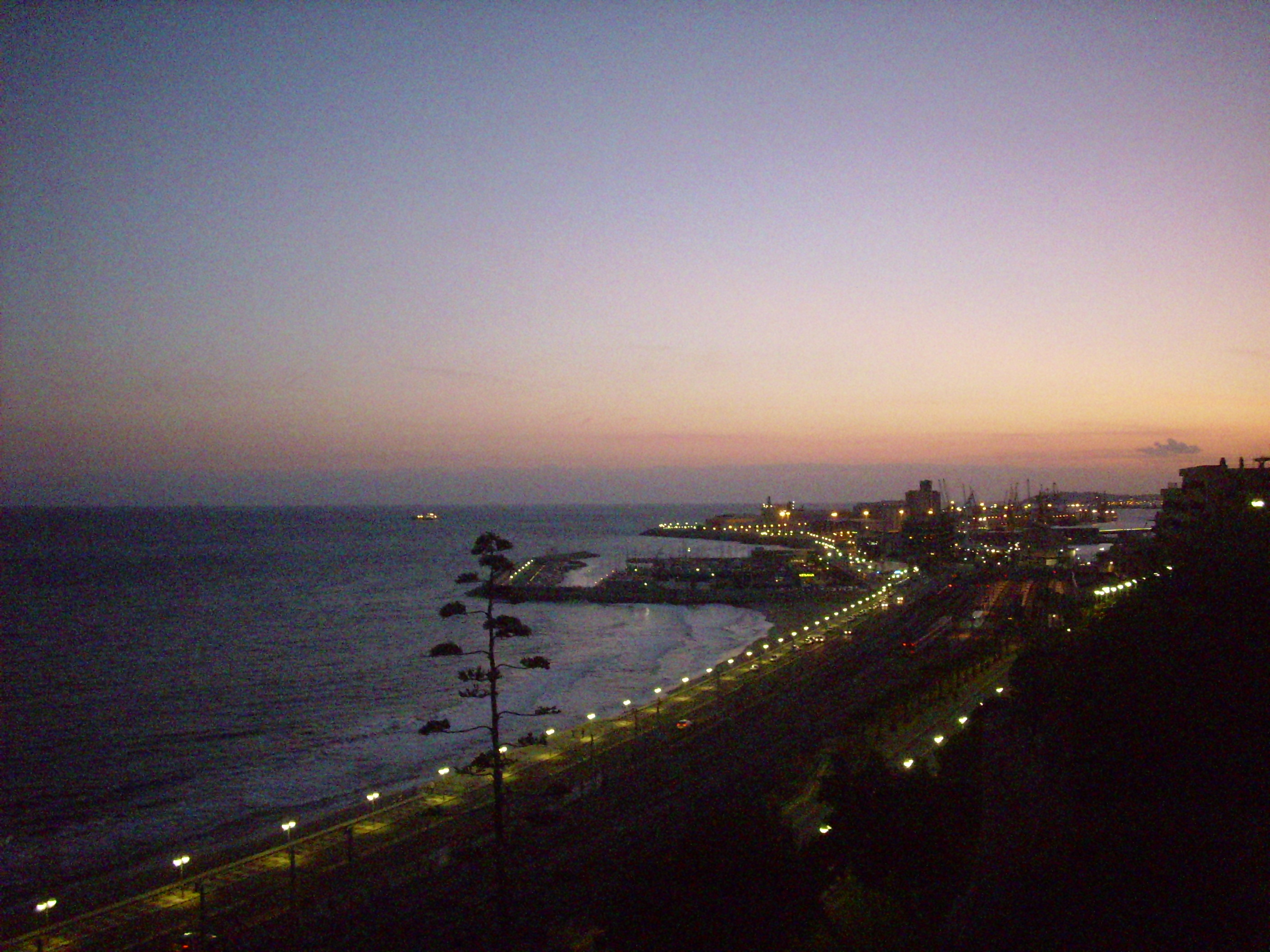
Vista parcial del port de Tarragona des del Mirador